# Liste des romans publiés dans la collection Fleuve Noir Anticipation

Logo des éditions Fleuve Noir entre 1967 et 1977

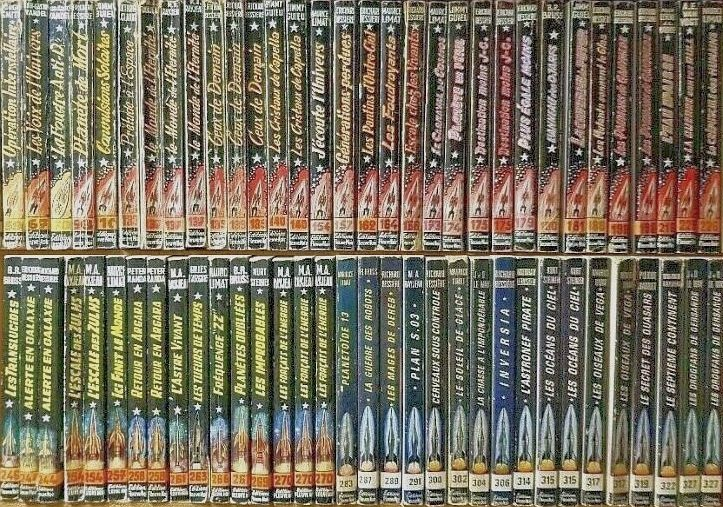
Le FNA "période fusée",

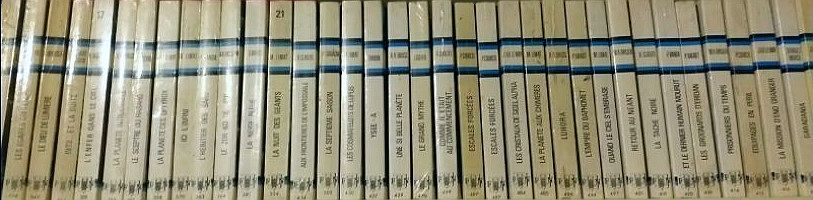
le FNA "période blanche",

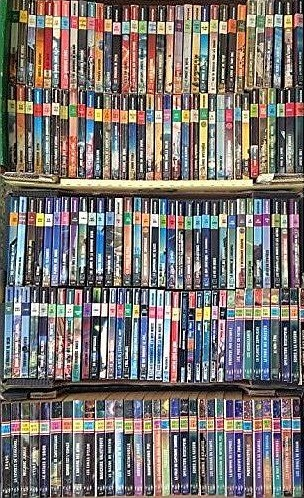
puis une partie des suites...

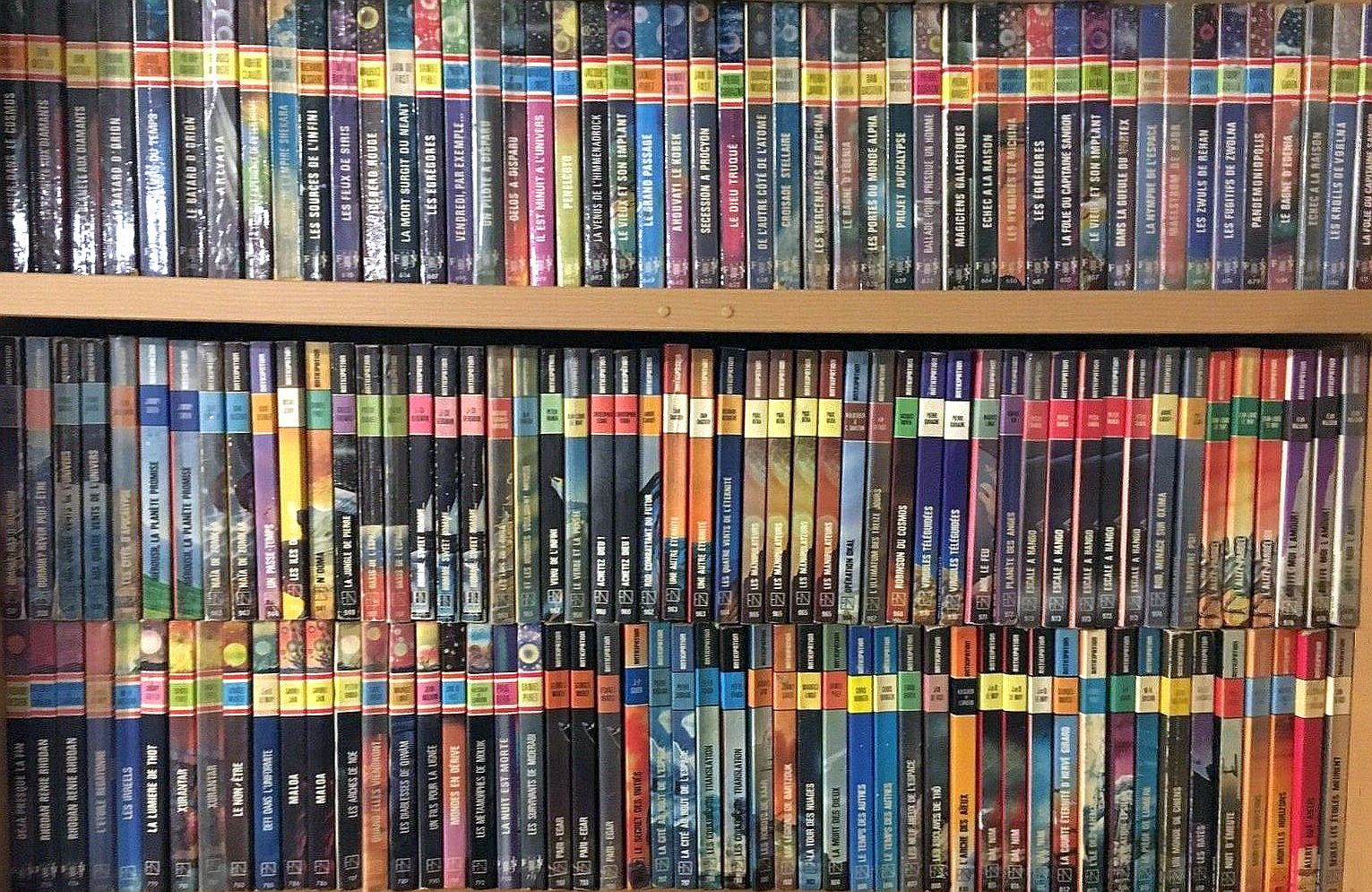
...ultérieures.

Cette page présente la liste des romans publiés dans la collection Fleuve Noir Anticipation, consacrée à la science-fiction qui fut créée en septembre 1951 par l'éditeur Fleuve Noir. Elle visait un public populaire et privilégiait le space opera et les sujets grand public. Elle eut une durée de vie exceptionnelle et publia deux mille deux titres, dont un hors-série. 
La liste des titres par leur numérotation comporte quelques numéros doubles et un hors-série dont la suite est réintégrée dans la collection dès son second numéro : la collection « Anticipation-Fiction » démarrée en février 1966 est dès son no 2 inséré également dans la collection sous le numéro 290.
Des listes des ouvrages ont été établies dans le dernier volume de la collection par Roland C. Wagner et dans Anticipation : 50 ans de collections fantastiques au Fleuve Noir par Alain Douilly.

## Années 1950

### 1951
1. Les Conquérants de l'univers par F. Richard-Bessière
2. À l'assaut du ciel par F. Richard-Bessière
3. Retour du "Météore" par F. Richard-Bessière
4. Planète vagabonde par F. Richard-Bessière
5. Le Pionnier de l'atome par Jimmy Guieu

### 1952
1. Croisière dans le temps par F. Richard-Bessière
2. Les Chevaliers de l'espace par Jean-Gaston Vandel
3. Au-delà de l'infini par Jimmy Guieu
4. Les Fabricants de Soleil par Vargo Statten
5. Le Satellite artificiel par Jean-Gaston Vandel
6. Les Astres morts par Jean-Gaston Vandel
7. Le Maître de Saturne par Vargo Statten
8. L'Invasion de la Terre par Jimmy Guieu
9. La Planète pétrifiée par Vargo Statten
10. Alerte aux robots ! par Jean-Gaston Vandel
11. La Flamme cosmique par Vargo Statten

### 1953
1. Frontières du vide par Jean-Gaston Vandel
2. Hantise sur le monde par Jimmy Guieu
3. Le Soleil sous la mer par Jean-Gaston Vandel
4. Course vers Pluton par Vargo Statten
5. Attentat cosmique par Jean-Gaston Vandel
6. L'Univers vivant par Jimmy Guieu
7. Infernale menace par Vargo Statten
8. Incroyable futur par Jean-Gaston Vandel
9. L'Héritage de la Lune par Vargo Statten
10. Agonie des civilisés par Jean-Gaston Vandel
11. La Dimension X par Jimmy Guieu
12. Le Martien vengeur par Vargo Statten
13. Pirate de la Science par Jean-Gaston Vandel

### 1954
1. Piège dans le temps par Rog Phillips
2. Nous les Martiens par Jimmy Guieu
3. La Bombe "G" par Vargo Statten
4. S.O.S. soucoupes par B. R. Bruss
5. Fuite dans l'inconnu par Jean-Gaston Vandel
6. Îles de l'espace par Arthur C. Clarke
7. La Spirale du temps par Jimmy Guieu
8. Sauvetage sidéral par F. Richard-Bessière
9. Métal de mort par Vargo Statten
10. Naufragés des galaxies par Jean-Gaston Vandel
11. La Guerre des soucoupes par B. R. Bruss
12. Le Monde oublié par Jimmy Guieu
13. À travers les âges par Vargo Statten
14. Territoire robot par Jean-Gaston Vandel
15. Sur la planète rouge par Paul French (pseudonyme d'Isaac Asimov)
16. L'Homme de l'espace par Jimmy Guieu
17. Duel des mondes par Vargo Statten

### 1955
1. Opération Aphrodite par Jimmy Guieu
2. Les Titans de l'énergie par Jean-Gaston Vandel
3. La Force invisible par Vargo Statten
4. L'Autre univers par Volsted Gridban
5. Commandos de l'espace par Jimmy Guieu
6. Raid sur delta par Jean-Gaston Vandel
7. Heure zéro par Vargo Statten
8. L'Agonie du verre par Jimmy Guieu
9. "S.O.S. Terre" par F. Richard-Bessière
10. Départ pour l'avenir par Jean-Gaston Vandel
11. Les Mines du ciel par Volsted Gridban
12. Univers parallèles par Jimmy Guieu
13. Opération interstellaire par George Oliver Smith
14. Vingt pas dans l'inconnu par F. Richard-Bessière
15. Bureau de l'invisible par Jean-Gaston Vandel

### 1956
1. Nos ancêtres de l'avenir par Jimmy Guieu
2. Hommes en double par Vargo Statten
3. Feu dans le ciel par F. Richard-Bessière
4. Rideau magnétique par B. R. Bruss
5. Les Voleurs de cerveaux par Murray Leinster
6. Les Voix de l'univers par Jean-Gaston Vandel
7. Révolte des triffides par John Wyndham
8. Objectif Soleil par F. Richard-Bessière
9. Les Monstres du néant par Jimmy Guieu
10. Attaque sub-terrestre par Max-André Rayjean
11. Prisonniers du passé par Jimmy Guieu
12. La Foudre anti-D par Jean-Gaston Vandel
13. L'Étoile fugitive par Vargo Statten
14. Altitude moins X par F. Richard-Bessière
15. Le Vide incandescent par Vector Magroon
16. Le Troisième Bocal par Jean-Gaston Vandel
17. Retour à "O" par Stefan Wul
18. Mystérieux délai par Vargo Statten
19. Les Êtres de feu par Jimmy Guieu
20. Route du néant par F. Richard-Bessière
21. Substance "ARKA" par B. R. Bruss

### 1957
1. Niourk par Stefan Wul
2. Je reviens de... par Kemmel
3. Cité de l'esprit par F. Richard-Bessière
4. Base spatiale 14 par Max-André Rayjean
5. La Mort de la vie par Jimmy Guieu
6. L'Homme de deux mondes par Vargo Statten
7. Création cosmique par F. Richard-Bessière
8. Rayons pour Sidar par Stefan Wul
9. Le Règne des mutants par Jimmy Guieu
10. La Porte vers l'infini par Leigh Brackett
11. Planète de mort par F. Richard-Bessière
12. Transmission Z par Vargo Statten
13. Créatures des neiges par Jimmy Guieu
14. La Peur géante par Stefan Wul
15. La Deuxième Terre par F. Richard-Bessière
16. Retour à demain par L. Ron Hubbard
17. L'Homme multiple par Vargo Statten
18. Cité Noë n°2 par Jimmy Guieu
19. Via dimension 5 par F. Richard-Bessière
20. Oms en série par Stefan Wul
21. Le Rayon du cube par Jimmy Guieu
22. Les Parias de l'atome par Max-André Rayjean
23. Fléau de l'univers par F. Richard-Bessière
24. Le Temple du passé par Stefan Wul

### 1958
1. Le Navire étoile par Edwin Charles Tubb
2. Chocs en synthèse par Max-André Rayjean
3. L'Orphelin de Perdide par Stefan Wul
4. Convulsions solaires par Jimmy Guieu
5. Carrefour du temps par F. Richard-Bessière
6. Le Grand Kirn par B. R. Bruss
7. La Mort vivante par Stefan Wul
8. La Folie verte par Max-André Rayjean
9. Réseau dinosaure par Jimmy Guieu
10. L'Autre côté du monde par Murray Leinster
11. Relais Minos III par F. Richard-Bessière
12. La Force sans visage par Jimmy Guieu
13. Piège sur Zarkass par Stefan Wul
14. Opération Espace par Murray Leinster
15. Bang ! par F. Richard-Bessière
16. L'Anneau des invincibles par Max-André Rayjean
17. Les Transformés par John Wyndham
18. Menace d'outre-Terre par Kurt Steiner
19. Verte Destinée par Kenneth Bulmer
20. Zone spatiale interdite par F. Richard-Bessière
21. Soleils : échelle zéro par Max-André Rayjean

### 1959
1. Qui parle de conquête par Lan Wright
2. Panique dans le vide par F. Richard-Bessière
3. Terminus 1 par Stefan Wul
4. Salamandra par Kurt Steiner
5. Mission dans l'espace par Charles Frederick W. Chilton
6. Prélude à l'espace par Arthur C. Clarke
7. Expédition cosmique par Jimmy Guieu
8. Le Troisième astronef par F. Richard-Bessière
9. Terre… Siècle 24 par B. R. Bruss
10. Le Monde de l'éternité par Max-André Rayjean
11. Odyssée sous contrôle par Stefan Wul
12. Ceux de demain par F. Richard-Bessière
13. Les Cristaux de Capella par Jimmy Guieu
14. Les Enfants du chaos par Maurice Limat
15. Ère cinquième par Max-André Rayjean
16. An... 2391 par B. R. Bruss
17. Réaction déluge par F. Richard-Bessière
18. Piège dans l'espace par Jimmy Guieu
19. Le 32 juillet par Kurt Steiner
20. Le Sang du Soleil par Maurice Limat
21. On a hurlé dans le ciel par F. Richard-Bessière

## Années 1960
| Sommaire : | - Haut - 1960 - 1961 - 1962 - 1963 - 1964 - 1965 - 1966 - 1967 - 1968 - 1969 |

### 1960
1. Chasseurs d'hommes par Jimmy Guieu
2. La Troisième race par Poul Anderson
3. Le Péril des hommes par Max-André Rayjean
4. Survie par Peter Randa
5. Terre degré "0" par F. Richard-Bessière
6. J'écoute l'univers par Maurice Limat
7. Aux armes d'Ortog par Kurt Steiner
8. Les Sphères de Rapa-nui par Jimmy Guieu
9. Générations perdues par F. Richard-Bessière
10. "Baroud" par Peter Randa
11. Métro pour l'inconnu par Maurice Limat
12. L'Ère des Biocybs par Jimmy Guieu
13. L'Ultra-univers par Max-André Rayjean
14. Les Pantins d'Outre-ciel par F. Richard-Bessière
15. Expérimental X-35 par Jimmy Guieu
16. Les Foudroyants par Maurice Limat
17. Chirurgiens d'une planète par Gilles d'Argyre
18. Escale chez les vivants par F. Richard-Bessière
19. Invasion "H" par Max-André Rayjean
20. Les Frelons d'or par Peter Randa
21. Les Lunes de Jupiter par F. Richard-Bessière
22. Moi, un robot par Maurice Limat

### 1961
1. Puissance : facteur 3 par Max-André Rayjean
2. Les Voiliers du soleil par Gilles d'Argyre
3. Le Carnaval du cosmos par Maurice Limat
4. Planète en péril par Jimmy Guieu
5. Destination moins J-C. par F. Richard-Bessière
6. Les Rescapés de demain par Peter Randa
7. Les Magiciens d'Andromède par Max-André Rayjean
8. Océan, mon esclave par Maurice Limat
9. Plus égale moins par F. Richard-Bessière
10. L'Anneau des Djarfs par B. R. Bruss
11. La Caverne du futur par Jimmy Guieu
12. Cycle zéro par Peter Randa
13. Légion alpha par F. Richard-Bessière
14. Message des Vibrants par Maurice Limat
15. Commando de transplantation par Peter Randa
16. Bihil par B. R. Bruss
17. La Grande épouvante par Jimmy Guieu
18. Les Mutants sonnent le glas par F. Richard-Bessière
19. L'Étoile de Goa par Max-André Rayjean
20. Les Damnés de Cassiopée par Maurice Limat
21. L'Invisible alliance par Jimmy Guieu
22. La Guerre des dieux par F. Richard-Bessière

### 1962
1. Au bout du ciel par Kemmel
2. Fugitif de l'espace par Peter Randa
3. Le Cri des Durups par B. R. Bruss
4. Lumière qui tremble par Maurice Limat
5. Planètes captives par Max-André Rayjean
6. Les Poumons de Ganymède par F. Richard-Bessière
7. Le Secret des Tshengz par Jimmy Guieu
8. Le Mur de la lumière par B. R. Bruss
9. Les Derniers jours de Sol 3 par F. Richard-Bessière
10. Les Éphémères par Peter Randa
11. Opération Ozma par Jimmy Guieu
12. Les Fils de l'espace par Maurice Limat
13. Les 7 anneaux de Rhéa par F. Richard-Bessière
14. S.O.S. Lune par Arthur C. Clarke
15. Naufragés de la Lune par Arthur C. Clarke
16. Les Horls en péril par B. R. Bruss
17. Deucalion par Peter Randa
18. Micro-invasion par F. Richard-Bessière
19. L'Anti-monde par Maurice Limat
20. L'Âge noir de la Terre par Jimmy Guieu
21. Les Apprentis sorciers par Peter Randa
22. La Mort vient des étoiles par F. Richard-Bessière
23. Dans le vent du cosmos par Maurice Limat
24. L'Eau épaisse par Philip Levene et Joseph Lawrence Morrissey

### 1963
1. L'Oasis du rêve par Max-André Rayjean
2. Les Créatures d'Hypnôs par Maurice Limat
3. Mission "T" par Jimmy Guieu
4. Les Ancêtres par Peter Randa
5. Terrom, âge "un" par Max-André Rayjean
6. Visa pour Antarès par F. Richard-Bessière
7. La Guerre contre le Rull par Alfred Elton Van Vogt
8. Les Forbans de l'espace par Jimmy Guieu
9. Complot Vénus-Terre par B. R. Bruss
10. Le Crépuscule des humains par Maurice Limat
11. Plate-forme de l'éternité par Peter Randa
12. Les Jardins de l'apocalypse par F. Richard-Bessière
13. La Fièvre rouge par Max-André Rayjean
14. Le Sang vert par Maurice Limat
15. Projet "King" par Jimmy Guieu
16. Planète à vendre par F. Richard-Bessière
17. L'Otarie bleue par B. R. Bruss
18. Humains de nulle part par Peter Randa
19. Les Sortilèges d'Altaïr par Maurice Limat
20. Rendez-vous sur un monde perdu par Arthur Bertram Chandler
21. Les Destructeurs par Jimmy Guieu
22. Pas de Gonia pour les Gharkandes par F. Richard-Bessière
23. Une mouche nommée Drésa par B. R. Bruss

### 1964
1. Projet "Kozna" par Max-André Rayjean
2. L'Étoile de Satan par Maurice Limat
3. Les Portes de Thulé par Jimmy Guieu
4. Le Long voyage par Gilles d'Argyre
5. Alerte en galaxie par F. Richard-Bessière
6. Sédition par Peter Randa
7. Les Translucides par B. R. Bruss
8. Round végétal par Max-André Rayjean
9. Échec au Soleil par Maurice Limat
10. La Loi de Mandralor par Peter Randa
11. Un futur pour M. Smith par F. Richard-Bessière
12. L'Astéroïde noir par B. R. Bruss
13. Particule zéro par Maurice Limat
14. Zone de rupture par Peter Randa
15. L'Escale des Zulhs par Max-André Rayjean
16. La Planète géante par F. Richard-Bessière
17. Le Grand feu par B. R. Bruss
18. Ici finit le monde par Maurice Limat
19. Retour en Argara par Peter Randa
20. N'accusez pas le ciel par F. Richard-Bessière

### 1965
1. Le Soleil s'éteint par B. R. Bruss
2. L'Astre vivant par Max-André Rayjean
3. Les Soleils noirs par Maurice Limat
4. Les Tueurs de temps par Gilles d'Argyre
5. Les Pionniers du cosmos par F. Richard-Bessière
6. Reconquête par Peter Randa
7. Fréquence "ZZ" par Maurice Limat
8. Planètes oubliées par B. R. Bruss
9. Le Chemin des étoiles par F. Richard-Bessière
10. Les Improbables par Kurt Steiner
11. Les Forçats de l'énergie par Max-André Rayjean
12. Qui suis-je ? par Peter Randa
13. Disparus dans l'espace par Peter Randa
14. La Planète glacée par B. R. Bruss
15. Le Flambeau du monde par Maurice Limat
16. Le Cerveau de Silstar par Max-André Rayjean
17. Le Secret des Antarix par Peter Randa
18. L'Énigme des Phtas par B. R. Bruss
19. Methoodias par Maurice Limat
20. Les Maîtres du silence par F. Richard-Bessière
21. Je m'appelle... "tous" par F. Richard-Bessière
22. A comme Andromède par John Elliot et Fred Hoyle

### 1966
1. Andromède revient par John Elliot et Fred Hoyle
2. Planétoïde 13 par Maurice Limat
3. Le Zoo des Astors par Max-André Rayjean
4. Les Limiers de l'infini par Pierre Barbet

- H.S Opération Astrée par Clark Darlton et Karl-Herbert Scheer

1. La Solitude des dieux par Peter Randa
2. La Guerre des robots par B. R. Bruss
3. Rien qu'une étoile par Maurice Limat
4. Les Mages de Dereb par F. Richard-Bessière
5. La Terre a peur par Karl-Herbert Scheer
6. Plan S.03 par Max-André Rayjean
7. Les Cavernicoles de Wolf par Pierre Barbet
8. Agent spatial n°1 par F. Richard-Bessière
9. L'Espace noir par B. R. Bruss
10. La Milice des mutants par Karl-Herbert Scheer
11. La Terre n'est pas ronde par Maurice Limat
12. Commando du non-retour par Peter Randa
13. Bases sur Vénus par Karl-Herbert Scheer
14. Vagues d'invasion par Peter Randa
15. Cerveaux sous contrôle par F. Richard-Bessière
16. La Créature éparse par B. R. Bruss
17. Le Soleil de glace par Maurice Limat
18. Les Clés de l'univers par Max-André Rayjean
19. La Chasse à l'impondérable par Doris Le May et Jean-Louis Le May
20. Objectif Tamax par Peter Randa
21. Inversia par F. Richard-Bessière
22. Les Vainqueurs de Véga par Clark Darlton et Karl-Herbert Scheer

### 1967
1. Le Dieu couleur de nuit par Maurice Limat
2. L'Étoile du néant par Pierre Barbet
3. La Vermine du lion par Francis Carsac
4. Les Anti-hommes par Max-André Rayjean
5. L'Oenips d'Orlon par Doris Le May et Jean-Louis Le May
6. La Forteresse des six lunes par Clark Darlton et Karl-Herbert Scheer
7. L'Astronef pirate par Murray Leinster
8. Les Océans du ciel par Kurt Steiner
9. La Grande dérive par Peter Randa
10. Les Oiseaux de Véga par Maurice Limat
11. Le Mystère des Sups par B. R. Bruss
12. Le Secret des Quasars par Pierre Barbet
13. Cette lueur qui venait des ténèbres par F. Richard-Bessière
14. La Quête cosmique par Clark Darlton et Karl-Herbert Scheer
15. Le Septième continent par Max-André Rayjean
16. Les Survivants de Kor par Peter Randa
17. L'Étrange planète Orga par B. R. Bruss
18. Les Portes de l'aurore par Maurice Limat
19. Les Glaces de Gol par Clark Darlton et Karl-Herbert Scheer
20. Les Drogfans de Gersande par Doris Le May et Jean-Louis Le May
21. Le Trappeur galactique par B. R. Bruss
22. L'Enfer dans le ciel par F. Richard-Bessière
23. Hallali cosmique par Pierre Barbet
24. Les Ides de Mars par Peter Randa
25. Le Traître de Tuglan par Clark Darlton et Karl-Herbert Scheer
26. Le Quatrième futur par Max-André Rayjean
27. La Nuit des Géants par Maurice Limat
28. Chaos sur la genèse par F. Richard-Bessière
29. La Jungle d'Araman par Peter Randa
30. Le Retour des dieux par Jimmy Guieu

### 1968
1. Quand l'uranium vint à manquer par B. R. Bruss
2. L'Odyssée du Delta par Doris Le May et Jean-Louis Le May
3. Le Maître des mutants par Clark Darlton et Karl-Herbert Scheer
4. La Planète de feu par Maurice Limat
5. Ne touchez pas aux Borloks par F. Richard-Bessière
6. Les Sept sceaux du cosmos par Jimmy Guieu
7. Contact "Z" par Max-André Rayjean
8. La Planète des Cristophons par Pierre Barbet
9. La Révolte des inexistants par Peter Randa
10. Message pour l'avenir par Doris Le May et Jean-Louis Le May
11. L'Espionne galactique par B. R. Bruss
12. Le Piège à pirates par Clark Darlton et Karl-Herbert Scheer
13. Évolution magnétique par Pierre Barbet
14. Les Sirènes de Faô par Maurice Limat
15. Joklun-N'Ghar la maudite par Jimmy Guieu
16. Civilisation Oméga par Max-André Rayjean
17. Les Stols par Louis Thirion
18. L'Escale des dieux par Peter Randa
19. La Planète introuvable par B. R. Bruss
20. Le Sceptre du hasard par Gilles d'Argyre
21. La Planète des Optyrox par Doris Le May et Jean-Louis Le May
22. Tout commencera... hier par F. Richard-Bessière
23. La Terreur invisible par Jimmy Guieu
24. L'Empereur de New-York par Clark Darlton et Karl-Herbert Scheer
25. Le Septième nuage par Maurice Limat
26. L'Héritier des Sars par Peter Randa
27. Le Zor-Ko de fer par Max-André Rayjean
28. Des hommes, des hommes... et encore des hommes par F. Richard-Bessière
29. Les Enfants d'Alga par B. R. Bruss
30. Refuge cosmique par Jimmy Guieu
31. Arel d'Adamante par Doris Le May et Jean-Louis Le May
32. Les Aventuriers de l'espace par Peter Randa

### 1969
1. Ici l'infini par Maurice Limat
2. Vikings de l'espace par Pierre Barbet
3. La Machine venue d'ailleurs par F. Richard-Bessière
4. L'Étoile en exil par Clark Darlton et Karl-Herbert Scheer
5. Métalikus par Maurice Limat
6. L'An un des Kréols par Max-André Rayjean
7. Ortog et les ténèbres par Kurt Steiner
8. Les Naufragés de l'Alkinoos par Louis Thirion
9. La Grande chasse des Kadjars par Peter Randa
10. Le Treizième signe du zodiaque par Maurice Limat
11. Cauchemar dans l'invisible par F. Richard-Bessière
12. La Neige bleue par Gérard Marcy
13. Solution de continuité par Doris Le May et Jean-Louis Le May
14. Les Chimères de Séginus par Pierre Barbet
15. L'Ordre vert par Jimmy Guieu
16. Mutants en mission par Clark Darlton et Karl-Herbert Scheer
17. Les Centauriens sont fous par B. R. Bruss
18. Relais "Kera" par Max-André Rayjean
19. Les Enfants de l'histoire par Kurt Steiner
20. Demain le froid par Doris Le May et Jean-Louis Le May
21. L'Homme éparpillé par Peter Randa
22. Flammes sur Titan par Maurice Limat
23. L'Exilé du temps par Pierre Barbet
24. Les Whums se vengent par Louis Thirion
25. Parle, robot ! par B. R. Bruss
26. Traquenard sur Kenndor par Jimmy Guieu
27. Les Damnés d'Altaban par Peter Randa
28. L'Offensive d'oubli par Clark Darlton et Karl-Herbert Scheer
29. Tempête sur Coxxi par Maurice Limat
30. La Quête du Frohle d'Esylée par Doris Le May et Jean-Louis Le May
31. Les Marteaux de Vulcain par F. Richard-Bessière
32. Les Boucles du temps par Peter Randa
33. Demain : l'Apocalypse par Jimmy Guieu
34. S.O.S. cerveaux par Max-André Rayjean

## Années 1970
| Sommaire : | - Haut - 1970 - 1971 - 1972 - 1973 - 1974 - 1975 - 1976 - 1977 - 1978 - 1979 |

### 1970
1. Étoiles en perdition par Pierre Barbet
2. Garadania par Georges Murcie
3. On demande un cobaye par F. Richard-Bessière
4. L'Arche du temps par Jimmy Guieu
5. La Plongée des corsaires d'Hermos par Doris Le May et Jean-Louis Le May
6. La Force secrète par Gérard Marcy
7. Enjeu Déterna par Peter Randa
8. Le Voleur de rêves par Maurice Limat
9. A l'assaut d'Arkonis par Clark Darlton et Karl-Herbert Scheer
10. Les Maîtres des pulsars par Pierre Barbet
11. Prisonniers du temps par Max-André Rayjean
12. Équipages en péril par Pierre Courcel
13. La Mission d'Eno Granger par Doris Le May et Jean-Louis Le May
14. Plus loin qu'Orion par Maurice Limat
15. La Tache noire par Robert Clauzel
16. La Planète aux oasis par B. R. Bruss
17. Et le dernier humain mourut par Peter Randa
18. La Menace des Moofs par Clark Darlton et Karl-Herbert Scheer
19. Les Prisonniers de Kazor par F. Richard-Bessière
20. La Planète maudite par Paul Béra
21. Le Disque rayé par Kurt Steiner
22. Le Triangle de la mort par Jimmy Guieu
23. Les Grognards d'Eridan par Pierre Barbet
24. Ysée-A par Louis Thirion
25. Le Rendez-vous aux 300 000 par Georges Murcie
26. Une si belle planète par B. R. Bruss
27. Les Cosmatelots de Lupus par Maurice Limat
28. Retour au néant par Max-André Rayjean
29. La Trêve du sacre par Peter Randa
30. La Planète piégée par Clark Darlton et Karl-Herbert Scheer
31. Aux frontières de l'impossible par Robert Clauzel
32. L'Agonie de la Voie lactée par Pierre Barbet
33. Irimanthe par Doris Le May et Jean-Louis Le May
34. Base "Djéos" par Max-André Rayjean
35. Quatre "diables" au paradis par F. Richard-Bessière
36. Plan catapulte par Jimmy Guieu
37. L'Univers des Torgaux par Peter Randa
38. Et la comète passa par Maurice Limat

### 1971
1. Vengeance en symbiose par Gérard Marcy
2. Les Êtres de lumière par Paul Béra
3. Les Montagnes mouvantes par Doris Le May et Jean-Louis Le May
4. Les Méduses de Moofar par Clark Darlton et Karl-Herbert Scheer
5. Les Conquistadores d'Andromède par Pierre Barbet
6. Les Orgues de Satan par Jimmy Guieu
7. Les Harnils par B. R. Bruss
8. Le Cycle du recommencement par Peter Randa
9. La Puissance de l'ordre par Georges Murcie
10. La Seconde vie par Max-André Rayjean
11. La Guerre des Gruulls par Alphonse Brutsche
12. Un astronef nommé Péril par Maurice Limat
13. Bases d'invasion par Pierre Courcel
14. L'Horreur tombée du ciel par Robert Clauzel
15. Sterga la noire par Louis Thirion
16. Le Rideau de brume par André Caroff
17. Terre d'arriérés par Paul Béra
18. La Voix qui venait d'ailleurs par Jimmy Guieu
19. Le Dépositaire de Thana par Peter Randa
20. Concerto pour l'inconnu (opus 71) par F. Richard-Bessière
21. Les Landes d'Achernar par Doris Le May et Jean-Louis Le May
22. Le Transmetteur de Ganymède par Pierre Barbet
23. Un de la galaxie par Maurice Limat
24. Les Grottes de Gom par Clark Darlton et Karl-Herbert Scheer
25. "Cellule 217" par Max-André Rayjean
26. Les Rescapés du futur par Georges Murcie
27. La Planète qui n'existait pas par Robert Clauzel
28. Les Croisés de Mara par G.-J. Arnaud
29. Le Grand mythe par Jimmy Guieu
30. Azraëc de Virgo par Pierre Barbet
31. Le Grand marginal par B. R. Bruss
32. La Loi d'Algor par F. Richard-Bessière
33. Moissons du futur par Maurice Limat
34. Les Trophées de la cité morte par Doris Le May et Jean-Louis Le May
35. Les Astronefs du pouvoir par Peter Randa
36. Les Psycors de Pââl Zuik par Max-André Rayjean
37. Planète de désolation par Peter Randa
38. A quoi songent les Psyborgs ? par Pierre Barbet
39. La Charnière du temps par Jimmy Guieu
40. Destination épouvante par Robert Clauzel
41. Variations sur une machine par F. Richard-Bessière
42. Motel 113 par Georges Murcie
43. Les Cristaux de Sigel Alpha par Doris Le May et Jean-Louis Le May
44. La Planète aux chimères par Maurice Limat

### 1972
1. Luhora par B. R. Bruss
2. Escales forcées par Pierre Courcel
3. Adieu, Céred par Jacques Hoven
4. La Guerre des Nosiars par André Caroff
5. "Année 500.000" par Daniel Piret
6. Le Missile hyperspatial par Gérard Marcy
7. Les Immortels par Peter Randa
8. Les Déracinés d'Humania par Dan Dastier
9. L'Empire du Baphomet par Pierre Barbet
10. L'Envoyé d'Alpha par Jan de Fast
11. Enjeu cosmique par Jimmy Guieu
12. Quand le ciel s'embrase par Maurice Limat
13. Espace interdit par Paul Béra
14. Comme il était au commencement... par Robert Clauzel
15. Vacances spatiales par Doris Le May et Jean-Louis Le May
16. Le Vaisseau de l'ailleurs par F. Richard-Bessière
17. La Bataille de Bételgeuse par Clark Darlton et Karl-Herbert Scheer
18. Objectif : la Terre ! par Georges Murcie
19. Les Maîtres de la galaxie par Jimmy Guieu
20. La Septième saison par Pierre Suragne
21. Les Statues vivantes par Max-André Rayjean
22. Les Pêcheurs d'étoiles par Maurice Limat
23. Les Insurgés de Laucor par Pierre Barbet
24. Les Monarques de Bi par G.-J. Arnaud
25. Le Grand cristal de Terk par Peter Randa
26. Les Êtres vagues par B. R. Bruss
27. L'Arbre de cristal par Max-André Rayjean
28. Les Êtres du néant par André Caroff
29. La Planète assassinée par Jan de Fast
30. Les Hydnes de Loriscamp par Doris Le May et Jean-Louis Le May
31. Énergie - 500 par F. Richard-Bessière
32. Race de conquérants par Paul Béra
33. Le Monde de l'incréé par Robert Clauzel
34. Mal Iergo le dernier par Pierre Suragne
35. Le Tunnelumière par Georges Murcie
36. Les Rescapés du néant par Jimmy Guieu
37. La Loi des ancêtres par Peter Randa
38. La Planète empoisonnée par Pierre Barbet
39. Les Fruits du Métaxylia par Doris Le May et Jean-Louis Le May
40. Les Deux soleils de Canaé par Daniel Piret
41. L'Empereur de métal par Maurice Limat
42. La Galaxie engloutie par Robert Clauzel
43. L'Autre passé par Max-André Rayjean
44. La Planète infernale par André Caroff
45. L'Enfant qui marchait sur le ciel par Pierre Suragne
46. Quand les soleils s'éteignent par F. Richard-Bessière
47. Tremplins d'étoiles par Pierre Barbet
48. Les Secrets d'Hypnoz par Dan Dastier
49. Les Témoins de l'éternité par Peter Randa
50. Les Créateurs d'Ulnar par Doris Le May et Jean-Louis Le May
51. Les Grottes de Phobos par Georges Murcie

### 1973
1. Robinson du néant par Maurice Limat
2. Lazaret 3 par G.-J. Arnaud
3. Infection focale par Jan de Fast
4. Le Dieu de lumière par Alphonse Brutsche
5. L'Amiral d'Arkonis par Clark Darlton et Karl-Herbert Scheer
6. La Loi du cube par Max-André Rayjean
7. Le Secret d'Ipavar par Louis Thirion
8. La Planète enchantée par Pierre Barbet
9. A l'aube du dernier jour... par Robert Clauzel
10. Le Rendez-vous de Nankino par Peter Randa
11. La Mission effacée par Jimmy Guieu
12. Il était une fois dans l'espace par Jacques Hoven
13. La Nef des dieux par Pierre Suragne
14. L'Empreinte de Shark Ergan par Doris Le May et Jean-Louis Le May
15. Guet-apens sur Zifur par B. R. Bruss
16. Les Possédés de Wolf 359 par Georges Murcie
17. Ceux des ténèbres par André Caroff
18. Les Égarés du temps par Daniel Piret
19. 1973... et la suite par F. Richard-Bessière
20. S.O.S.... ici, nulle part ! par Maurice Limat
21. Bulles d'univers par Paul Béra
22. Messies pour l'avenir par Dan Dastier
23. Les Cathédrales d'espace-temps par Robert Clauzel
24. L'Impossible retour par Jan de Fast
25. Les Marées du temps par Peter Randa
26. Brang par B. R. Bruss
27. Liane de Noldaz par Pierre Barbet
28. Dame Lueen par Doris Le May et Jean-Louis Le May
29. La Révolte de Gerkanol par Max-André Rayjean
30. Mecanic Jungle par Pierre Suragne
31. L'Exilé d'Akros par André Caroff
32. Opération Neptune par Jimmy Guieu
33. Mission au futur antérieur par Georges Murcie
34. Les Replis du temps par Dan Dastier
35. Le Sérum de survie par Clark Darlton et Karl-Herbert Scheer
36. Les Bioniques d'Atria par Pierre Barbet
37. La Terrible expérience de Peter Home par Robert Clauzel
38. L'Étoile du silence par Maurice Limat
39. Les Disques de Biem-Kara par Daniel Piret
40. Génération spontanée par Peter Randa
41. Et puis les loups viendront par Pierre Suragne
42. Les Germes du Chaos par Jimmy Guieu
43. Quatrième mutation par Jan de Fast
44. Arlyada par Georges Murcie
45. Les Trésors de Chrysoréade par Doris Le May et Jean-Louis Le May
46. Le Bâtard d'Orion par Pierre Barbet
47. Les Étoiles meurent aussi… par Robert Clauzel
48. La Planète aux diamants par Dan Dastier
49. Sombre est l'espace par Jacques Hoven
50. Le Spectre du surmutant par Clark Darlton et Karl-Herbert Scheer
51. Le Monde figé par Max-André Rayjean
52. La Jungle de fer par Maurice Limat
53. La Planète perdue par Peter Randa
54. Métrocéan 2031 par Louis Thirion
55. Les Seigneurs de la nuit par F. Richard-Bessière

### 1974
1. Les Gardiens de l'Almucantar par Doris Le May et Jean-Louis Le May
2. Cancer dans le cosmos par Jan de Fast
3. Vahanara par Georges Murcie
4. Le Maître de Phallaté par Daniel Piret
5. Brebis galeuses par Kurt Steiner
6. La Fantastique énigme de Pentarosa par Robert Clauzel
7. L'Univers des Géons par Pierre Barbet
8. Chevaliers du temps par Louis Thirion
9. Les Tueurs d'âme par Jan de Fast
10. Les Exilés d'Elgir par Clark Darlton et Karl-Herbert Scheer
11. Les Veilleurs de Poséidon par Jimmy Guieu
12. Oméga 5 par Georges Murcie
13. Les Fils de l'Atlantide par Daniel Piret
14. Complot à travers le temps par Peter Randa
15. L'Invasion des invisibles par Clark Darlton et Karl-Herbert Scheer
16. Les Immortels de Céphalia par Dan Dastier
17. Vertige cosmique par Maurice Limat
18. Magiciens galactiques par Pierre Barbet
19. Les Feux de Siris par Max-André Rayjean
20. Yétig de la nef monde par Doris Le May et Jean-Louis Le May
21. Mais si les papillons trichent par Pierre Suragne
22. Le Bagne de Rostos par André Caroff
23. La Mort surgit du néant par Jan de Fast
24. Les Ruches de M.112 par F. Richard-Bessière
25. Le Poids du passé par Clark Darlton et Karl-Herbert Scheer
26. Le Nuage qui vient de la mer par Robert Clauzel
27. L'Exilé de Xantar par Jimmy Guieu
28. Métamorphose par Peter Randa
29. Les Mutants de Pshuuria par Dan Dastier
30. Naître ou ne pas naître par Daniel Piret
31. Les Mercenaires de Rychna par Pierre Barbet
32. Planète polluée par Paul Béra
33. Stellan par Doris Le May et Jean-Louis Le May
34. Le Dieu truqué par Pierre Suragne
35. La Citadelle cachée par Clark Darlton et Karl-Herbert Scheer
36. Les Intemporels par Jacques Hoven
37. De l'autre côté de l'atome par Georges Murcie
38. Le Secret des Cyborgs par Max-André Rayjean
39. Le Maître du temps par Jimmy Guieu
40. Le Temps cyclothymique par Alphonse Brutsche
41. Les Sept cryptes d'hibernation par Peter Randa
42. Ballade pour presque un homme par Pierre Suragne
43. La Drogue des étoiles par Jan de Fast
44. L'Iceberg rouge par Maurice Limat
45. Les Sources de l'infini par F. Richard-Bessière
46. Quand les deux soleils se coucheront par Jan de Fast
47. Croisade stellaire par Pierre Barbet
48. Projet Apocalypse par Georges Murcie
49. Ahouvati le Kobek par Daniel Piret
50. Les Traquenards du temps par Clark Darlton et Karl-Herbert Scheer
51. L'Espace d'un éclair par Maurice Limat
52. Plate-forme Epsilon par Robert Clauzel
53. Le Grand retour par Max-André Rayjean
54. Les Massacres du commencement par Peter Randa
55. Quand la machine s'emmêle par F. Richard-Bessière

### 1975
1. Manipulations psi par Jimmy Guieu
2. La Planète aux deux soleils par Gabriel Jan
3. Le Grand passage par Daniel Piret
4. Un pilote a disparu par Doris Le May et Jean-Louis Le May
5. Penelcoto par B. R. Bruss
6. Sécession à Procyon par Jan de Fast
7. Barrière vivante par Max-André Rayjean
8. Le Bagne d'Edenia par Jean-Pierre Garen
9. La Folie du capitaine Sangor par Georges Murcie
10. Délos a disparu par Clark Darlton et Karl-Herbert Scheer
11. Le Vieux et son implant par Paul Béra
12. Les Portes du monde alpha par Dan Dastier
13. La Barrière du grand isolement par Peter Randa
14. La Révolte des Logars par Yann Menez
15. Les Hordes de Céphée par Jan de Fast
16. Les Pièges de Koondra par Jimmy Guieu
17. Opération désespoir par Georges Murcie
18. Échec à la raison par Doris Le May et Jean-Louis Le May
19. Les Sub-terrestres par Maurice Limat
20. L'Agonie d'Atlantis par Clark Darlton et Karl-Herbert Scheer
21. La Saga des étoiles par Jan de Fast
22. Le Tell de la puissance par Daniel Piret
23. Les Résidus du temps par Peter Randa
24. L'Astronef rouge par Max-André Rayjean
25. La Moisson de Myrtha VII par Clark Darlton et Karl-Herbert Scheer
26. Et la nuit garda son secret par Robert Clauzel
27. La Nymphe de l'espace par Pierre Barbet
28. Les Fugitifs de Zwolna par Jimmy Guieu
29. Claine et les Solandres par Doris Le May et Jean-Louis Le May
30. Où finissent les étoiles ? par Maurice Limat
31. Les Naufragés du temps par Georges Murcie
32. Dans la gueule du Vortex par Jan de Fast
33. Pandémoniopolis par Gabriel Jan
34. Le Onzième satellite par Daniel Piret
35. Les Soleils de Siamed par Clark Darlton et Karl-Herbert Scheer
36. La Brigade du grand sauvetage par Peter Randa
37. Le Salut de l'empire Shekara par Jan de Fast
38. Princesse des étoiles par Robert Clauzel
39. La Nuit des Morphos par Dominique Rocher
40. Les Hybrides de Michina par Georges Murcie
41. Les Egrégores par Daniel Piret
42. Les Krolls de Vorlna par Jimmy Guieu
43. Maelström de Kjor par Maurice Limat
44. Les Zwüls de Réhan par Gabriel Jan
45. Le Rescapé de la Terre par Paul-Jean Hérault
46. Ségrégaria par Max-André Rayjean
47. La Vénus de l'Himménadrock par Jacques Hoven
48. Tourbillon temporel par Jan de Fast
49. Vendredi, par exemple... par Pierre Suragne
50. Les Portes du futur par F. Richard-Bessière
51. Zarnia, dimension folie par Dan Dastier
52. L'Enjeu galactique par Peter Randa
53. Il est minuit à l'univers par Maurice Limat
54. Et la nuit fut... par F. Richard-Bessière
55. L'Errant de l'éternité par Clark Darlton et Karl-Herbert Scheer

### 1976
1. Sakkara par Daniel Piret
2. Orage magnétique par Jean-Pierre Garen
3. L'Homme de lumière par Georges Murcie
4. Nurnah aux temples d'or par Jan de Fast
5. La Revanche du régent par Clark Darlton et Karl-Herbert Scheer
6. Le Bouclier de Boongoha par Jimmy Guieu
7. Orbite d'attente par Vincent Gallaix
8. Les Walkyries des Pléiades par Jan de Fast
9. La Nuit est morte par Paul Béra
10. Les Survivants de Miderabi par Daniel Piret
11. Les Géants de Komor par Max-André Rayjean
12. Une porte sur ailleurs par Jan de Fast
13. Les Bâtisseurs du monde par Paul-Jean Hérault
14. Ce monde qui n'est plus nôtre par Doris Le May et Jean-Louis Le May
15. Patrouilleur du néant par Pierre Barbet
16. La Lumière d'ombre par Maurice Limat
17. La Stase achronique par Jimmy Guieu
18. Zoomby par Vincent Gallaix
19. La Chair des Vohuz par Gabriel Jan
20. Vae Victis ! par Daniel Piret
21. Mâa par Georges Murcie
22. Les Damnés de l'espace par Jean-Pierre Garen
23. Périls sur la galaxie par Peter Randa
24. La Loi galactique par Jan de Fast
25. Recrues pour le régent par Clark Darlton et Karl-Herbert Scheer
26. La Dernière mort par Daniel Piret
27. Transit pour l'infini par Christian Mantey
28. Plus jamais le "France" par Doris Le May et Jean-Louis Le May
29. La Colonie perdue par Jimmy Guieu
30. Par le temps qui court... par Jan de Fast
31. Astres enchaînés par Maurice Limat
32. Un jour, l'oubli ... par Georges Murcie
33. L'Éternité moins une… par Peter Randa
34. Le Feu de Klo-Ora par Dan Dastier
35. Énigme aux confins par Doris Le May et Jean-Louis Le May
36. Les Hommes marqués par Gilles Thomas
37. Les Tziganes du Triangle austral par Jan de Fast
38. Le Rescapé du Gaurisankar par Daniel Piret
39. Terreur sur Izaad par Gabriel Jan
40. Comme un liseron par Paul Béra
41. L'Autoroute sauvage par Gilles Thomas
42. Le Prix du pouvoir par Clark Darlton et Karl-Herbert Scheer
43. La Terre, échec et mat par Robert Clauzel
44. L'Ophrys et les Protistes par Doris Le May et Jean-Louis Le May
45. Les Assaillants par Peter Randa
46. Attaque parallèle par Jean-Pierre Garen
47. S.O.S. Andromède par Jan de Fast
48. Les Incréés par Maurice Limat
49. Pas même un dieu par Jean Mazarin
50. L'An 22704 des Wans par Gabriel Jan
51. L'Être polyvalent par Georges Murcie
52. Les Germes de l'infini par Max-André Rayjean
53. Le Manuscrit par Daniel Piret
54. Black planet par Christian Mantey
55. Ambassade galactique par Pierre Barbet
56. Eltéor par Peter Randa
57. Miroirs d'univers par Maurice Limat
58. Il était une voile parmi les étoiles par Doris Le May et Jean-Louis Le May
59. La Planète suppliciée par Robert Clauzel
60. Sogol par Daniel Piret
61. La Déroute des Droufs par Clark Darlton et Karl-Herbert Scheer

### 1977
1. Le Cylindre d'épouvante par Robert Clauzel
2. La Planète des normes par Jan de Fast
3. La Révolte de Zarmou par Georges Murcie
4. Enfants d'univers par Gabriel Jan
5. La Croix des décastés par Gilles Thomas
6. Cap sur la Terre par Maurice Limat
7. Le Général des Galaxies par Jean Mazarin
8. Un pas de trop vers les étoiles par Jan de Fast
9. Démonia, planète maudite par Piet Legay
10. La Mort en billes par Gilles Thomas
11. Déjà presque la fin par F. Richard-Bessière
12. Rhodan renie Rhodan par Clark Darlton et Karl-Herbert Scheer
13. Les Brumes du Sagittaire par Frank Dartal
14. La Planète folle par Paul-Jean Hérault
15. L'Étoile Regatonne par Doris Le May et Jean-Louis Le May
16. Les Irréels par Max-André Rayjean
17. La Lumière de Thot par Jimmy Guieu
18. L'Immortel et les invisibles par Clark Darlton et Karl-Herbert Scheer
19. Xurantar par Daniel Piret
20. Involution interdite par Jan de Fast
21. Le Non-être par Georges Murcie
22. Le Ciel sous la Terre par Robert Clauzel
23. Défi dans l'uniformité par Doris Le May et Jean-Louis Le May
24. Maloa par Gabriel Jan
25. Les Arches de Noé par Peter Randa
26. Quand elles viendront par Chris Burger
27. Les Diablesses de Qiwâm par Maurice Limat
28. Un fils pour la lignée par Jean Mazarin
29. Mondes en dérive par Jan de Fast
30. Les Métamorphes de Moluk par Clark Darlton et Karl-Herbert Scheer
31. Pari-Egar par Georges Murcie
32. Le Secret des initiés par Jean-Pierre Garen
33. Le Sursis d'Hypnos par Piet Legay
34. Les Métamorphosés de Spalla par Max-André Rayjean
35. La Cité au bout de l'espace par Pierre Suragne
36. Commando HC - 9 par Karl-Herbert Scheer
37. Les Couloirs de translation par Peter Randa
38. L'Œuf d'antimatière par Robert Clauzel
39. Les Robots de Xaar par Gabriel Jan
40. Les Légions de Bartzouk par Jimmy Guieu
41. La Tour des nuages par Maurice Limat
42. La Mort des dieux par Daniel Piret
43. Au-delà des trouées noires par Dan Dastier
44. Le Temps des autres par Chris Burger
45. Les Neuf dieux de l'espace par Frank Dartal
46. Les Esclaves de Thô par Jan de Fast
47. Cette machine est folle par F. Richard-Bessière
48. L'Arche des aïeux par Clark Darlton et Karl-Herbert Scheer
49. Dal'nim par Doris Le May et Jean-Louis Le May
50. La Courte éternité d'Hervé Girard par Georges Murcie
51. L'Île des Bahalim par Daniel Piret
52. Opération Epsilon par Jean-Pierre Garen
53. Le Piège de lumière par Max-André Rayjean
54. L'Élément 120 par Karl-Herbert Scheer
55. Un monde de chiens par Jean Mazarin
56. Les Ratés par Gilles Thomas
57. Le Cycle des Algoans par Peter Randa
58. Nuit d'émeute par Paul Béra
59. Mortels horizons par Maurice Limat
60. Alerte aux Antis par Clark Darlton et Karl-Herbert Scheer
61. Seules les étoiles meurent par Jan de Fast
62. Inu Shivan, dame de Shtar par Doris Le May et Jean-Louis Le May
63. Les Dévoreurs d'âmes par Daniel Piret
64. Les Maîtres de Gorka par Dan Dastier
65. Les Naufragés de l'invisible par Robert Clauzel
66. L'Affaire Pégasus par Karl-Herbert Scheer

### 1978
1. Les Sphères de l'oubli par Piet Legay
2. Concentration 44 par Gabriel Jan
3. Les Seigneurs de Kalaâr par Frank Dartal
4. Les Voies d'Almagiel par Gilles Thomas
5. Electronic man par André Caroff
6. Le Caboteur cosmique par Clark Darlton et Karl-Herbert Scheer
7. Commandos sur commande par Pierre Barbet
8. Hier est né demain par Jan de Fast
9. Principe Omicron par Maurice Limat
10. Marga par Georges Murcie
11. Les Vengeurs de Zylea par Dan Dastier
12. C.C. 5 top secret par Karl-Herbert Scheer
13. La Légende des Niveaux Fermés par Gilles Thomas
14. Jar-qui-tue par Paul Béra
15. L'Homme venu des étoiles par Peter Randa
16. Mémoire génétique par Jean-Pierre Garen
17. Quelques lingots d'iridium par Doris Le May et Jean-Louis Le May
18. La Flotte fantôme par Clark Darlton et Karl-Herbert Scheer
19. La Onzième dimension par Max-André Rayjean
20. L'Ancêtre d'Irskaa par Daniel Piret
21. La Forêt hurlante par Gabriel Jan
22. Rhésus Y-2 par André Caroff
23. Les Yeux de l'épouvante par Jimmy Guieu
24. L'Homme qui vécut deux fois par F. Richard-Bessière
25. Le Livre d'Éon par Frank Dartal
26. Le Prince de métal par Robert Clauzel
27. L'Homme qui partit pour les étoiles par Peter Randa
28. L'Ongle de l'inconnu par Paul Béra
29. Les Fontaines du ciel par Maurice Limat
30. Les Forçats de l'Antarctique par Karl-Herbert Scheer
31. Les Pétrifiés d'Altaïr par Piet Legay
32. Pas de berceau pour les Ushas par Jan de Fast
33. Interférence par Daniel Piret
34. La Mémoire du futur par Georges Murcie
35. La Louve de Thar-Gha par Dan Dastier
36. Les Cerveaux morts par Karl-Herbert Scheer
37. L'Univers fêlé par Jean Mazarin
38. Sanctuaire 1 par Peter Randa
39. La Chaîne des Symbios par Max-André Rayjean
40. Les Maîtres verts par Gabriel Jan
41. Le Plan de clivage par Jan de Fast
42. Combats sous les cratères par Karl-Herbert Scheer
43. Odyssée galactique par Pierre Barbet
44. Les Combattants de Serkos par André Caroff
45. L'Ange aux ailes de lumière par Gilles Thomas
46. Les Jeux de Nora et du hasard par Jan de Fast
47. Le Secret des secrets par Robert Clauzel
48. Opération soleil levant par Karl-Herbert Scheer
49. La Porte des enfers par Jacques Hoven
50. Le Navire-planète par Daniel Piret
51. Obsession Terzium 13 par Dan Dastier
52. Anastasis par Peter Randa
53. Véga IV par Piet Legay
54. Le Barrage bleu par Clark Darlton et Karl-Herbert Scheer
55. L'Hypothèse tétracérat par Doris Le May et Jean-Louis Le May
56. Les Séquestrés de Kappa par Dan Dastier
57. Reviens, Quémalta par Gabriel Jan
58. Là-bas par Georges Murcie
59. Génération Alpha par Max-André Rayjean
60. Pouvoirs illimités par Karl-Herbert Scheer
61. L'Épaisse fourrure des quadricornes par Doris Le May et Jean-Louis Le May
62. Les Pléiades d'Artani par Peter Randa
63. Le Soleil des Arians par Dan Dastier
64. La Cloche de brume par Maurice Limat
65. Le Piège de l'oubli par Jan de Fast
66. Les Passagers du temps par Piet Legay

### 1979
1. Hors contrôle par Paul-Jean Hérault
2. Les Maîtres de la matière par Max-André Rayjean
3. Les Roches aux cent visages par Frank Dartal
4. N'approchez pas par Karl-Herbert Scheer
5. Le Fils de l'étoile par Jan de Fast
6. Ceux d'ailleurs par Paul Béra
7. Aux confins de l'empire Viédi par Jan de Fast
8. Libérez l'homme ! par Jean Mazarin
9. Tout va très bien, Madame la machine par F. Richard-Bessière
10. Mission sur Mira par Jean-Pierre Garen
11. Facultés inconnues par Karl-Herbert Scheer
12. Impalpable Vénus par Gabriel Jan
13. L'Ordre établi par Christopher Stork
14. Comme un orgue d'enfer... par Robert Clauzel
15. Les Androïdes meurent aussi par Dan Dastier
16. L'Île brûlée par Gilles Thomas
17. L'Exilé de l'infini par Piet Legay
18. Le Désert des décharnés par Clark Darlton et Karl-Herbert Scheer
19. Dô, cœur de soleil par Maurice Limat
20. Palowstown par Jean-Christian Bergman
21. L'Ombre dans la vallée par Jean-Louis Le May
22. La Peste sauvage par Peter Randa
23. Triplix par Jacques Hoven
24. Le Règne du serpent par Frank Dartal
25. Le Talef d'Alkoria par Dan Dastier
26. L'Homme Alphoméga par Gabriel Jan
27. Projet phoenix par Piet Legay
28. Plus belle sera l'aurore par Jan de Fast
29. Les Bagnards d'Alboral par Peter Randa
30. Le Virus mystérieux par Karl-Herbert Scheer
31. Les Singes d'Ulgor par Max-André Rayjean
32. Enjeu : le Monde par Christopher Stork
33. La Cité où le soleil n'entrait jamais par Jan de Fast
34. D'un lieu lointain nommé Soltrois par Gilles Thomas
35. Marée noire sur Altéa par Paul Béra
36. Les Roues de feu par Karl-Herbert Scheer
37. Les Ilotes d'en bas par Peter Randa
38. Trafic stellaire par Pierre Barbet
39. 37 minutes pour survivre par Paul-Jean Hérault
40. Le Viaduc perdu par Jean-Louis Le May
41. Facteur vie par Gilles Morris
42. Sous le signe de la Grande Ourse par Karl-Herbert Scheer
43. Branle-bas d'invasion par Peter Randa
44. Dormir ? Rêver peut-être par Christopher Stork
45. Aux quatre vents de l'univers par Frank Dartal
46. Les Cités d'Apocalypse par Jean Mazarin
47. Hiéroush, la planète promise par Jimmy Guieu
48. Le Mutant d'Hiroshima par Karl-Herbert Scheer
49. Naïa de Zomkaa par Dan Dastier
50. Un passe-temps par Kurt Steiner
51. Les Îles de la Lune par Michel Jeury
52. La Flamme des cités perdues par Robert Clauzel
53. N'Ooma par Daniel Piret
54. Offensive Minotaure par Karl-Herbert Scheer
55. La Jungle de pierre par Gilles Thomas
56. Les Sphères attaquent par André Caroff
57. Oasis de l'espace par Pierre Barbet
58. Homme, sweet homme par Jean-Christian Bergman
59. Les Lois de l'Orga par Adam Saint-Moore
60. Safari pour un virus par Jean-Louis Le May
61. Et les hommes voulurent mourir par Dan Dastier
62. Bactéries 3000 par André Caroff
63. Venu de l'infini par Peter Randa
64. Le Verbe et la pensée par Jean-Louis Le May
65. ...Ou que la vie renaisse par Gilles Morris
66. Achetez Dieu ! par Christopher Stork

## Années 1980
| Sommaire : | - Haut - 1980 - 1981 - 1982 - 1983 - 1984 - 1985 - 1986 - 1987 - 1988 - 1989 |

### 1980
1. Le Maître des cerveaux par Piet Legay
2. Rod, combattant du futur par André Caroff
3. Une autre éternité par Dan Dastier
4. Les Quatre vents de l'éternité par F. Richard-Bessière
5. Les Manipulateurs par Paul Béra
6. Opération Okal par Clark Darlton et Karl-Herbert Scheer
7. L'Ultimatum des treize jours par Jan de Fast
8. Robinson du Cosmos par Jacques Hoven
9. Tétras par Georges Murcie
10. Virgules téléguidées par Pierre Suragne
11. Moi, le feu par Maurice Limat
12. Planète des Anges par Gabriel Jan
13. Escale à Hango par Peter Randa
14. Rod, menace sur Oxima par André Caroff
15. Transfert Psi ! par Piet Legay
16. L'Alizé Pargélide par Jean-Louis Le May
17. La Terre est une légende par Frank Dartal
18. Greffe-moi l'amour ! par Jean Mazarin
19. Techniques de survie par Gilles Morris
20. Les Jours de la montagne bleue par Adam Saint-Moore
21. La Horde infâme par Paul Béra
22. La Clé du Mandala par Jimmy Guieu
23. Strontium 90 par Daniel Piret
24. Dingue de planète par Gabriel Jan
25. Les Sphères de Penta par Dan Dastier
26. Terra-Park par Christopher Stork
27. 3087 par Adam Saint-Moore
28. Untel, sa vie, son œuvre par Gilles Morris
29. Heyoka Wakan par Jean-Louis Le May
30. Demandez le programme ! par Yann Menez
31. Horlemonde par Gilles Thomas
32. Les Écumeurs du silence par Michel Jeury
33. Apocalypse snow par Jean-Christian Bergman
34. Périple galactique par Pierre Barbet
35. Contre-offensive Copernicus par Karl-Herbert Scheer
36. Les Intemporels par Dan Dastier
37. La Compagnie des Glaces par G.-J. Arnaud
38. Chez Temporel par Louis Thirion
39. Dérapages par Pierre Suragne
40. Le Zénith... et après ? par Maurice Limat
41. L'Usage de l'ascenseur est interdit aux enfants de moins de quatorze ans non accompagnés par Christopher Stork
42. Les Malvivants par Gilles Morris
43. Le Sombre éclat par Michel Jeury
44. Groupe Géo par Max-André Rayjean
45. Chak de Palar par Paul-Jean Hérault
46. Civilisations galactiques-Providence par Frank Dartal
47. Vive les surhommes ! par Jean Mazarin
48. L'Homme aux deux visages par Clark Darlton et Karl-Herbert Scheer
49. Nous irons à Kalponéa par Paul Béra
50. Ballade pour un glandu par Yann Menez
51. Le Défi génétique par Piet Legay
52. La Vie en doses par Gilles Morris
53. La Porte des serpents par Gilles Thomas
54. La Mémoire de l'archipel par Adam Saint-Moore
55. Deux souris pour un Concorde par Jean-Louis Le May
56. Centre d'Intendance Godapol par Karl-Herbert Scheer
57. Stade zéro par Dan Dastier
58. La Dernière bataille de l'espace par Jan de Fast
59. Survivance par Budy Matieson
60. Rêves en synthèse par Gabriel Jan
61. Les Vivants, les morts et les autres par Gilles Morris
62. Programmation impossible par Karl-Herbert Scheer
63. Les Dieux oubliés par Clark Darlton et Karl-Herbert Scheer
64. Il y a un temps fou... par Christopher Stork
65. L'Ultime test par Piet Legay
66. Rod, patrouille de l'espace par André Caroff
67. Le Maréchal rebelle par Pierre Barbet
68. Q.I. par Paul Béra
69. Intendance martienne Alpha VI par Karl-Herbert Scheer
70. Vecteur Dieu par Gilles Morris
71. Le Proscrit de Delta par Maurice Limat
72. Quand la machine fait "boum" par F. Richard-Bessière
73. Soucoupes violentes par Gilles Morris
74. Le Seigneur de l'histoire par Michel Jeury
75. Rod, Vacuum 02 par André Caroff
76. Mission secrète "œil géant" par Karl-Herbert Scheer
77. L'Aventure arkonide par Clark Darlton et Karl-Herbert Scheer

### 1981
1. Le Sanctuaire des Glaces par G.-J. Arnaud
2. L'Étrange maléfice par Piet Legay
3. La Fresque par Paul-Jean Hérault
4. Demain les rats par Christopher Stork
5. Tamkan le paladin par Gabriel Jan
6. Le Dieu endormi par Karl-Herbert Scheer
7. Mannes éphémères par Clark Darlton et Karl-Herbert Scheer
8. La Guerre des Lovies par Gilles Morris
9. La Métamorphose des Shaftes par Dan Dastier
10. La Légende future par Maurice Limat
11. Obsession temporelle par Piet Legay
12. La Vingt-sixième réincarnation par Adam Saint-Moore
13. Le Test de l'aigle rouge par Karl-Herbert Scheer
14. Le Secret des pierres radieuses par Jan de Fast
15. Les Fusils d'Ekaistos par Philippe Randa
16. Les Derniers anges par Christopher Stork
17. Déchéa par Max-André Rayjean
18. Les Plasmoïdes au pouvoir ? par Gilles Morris
19. Le Peuple des Glaces par G.-J. Arnaud
20. Étoile sur Mentha par Gabriel Jan
21. Alerte à l'hypnose par Karl-Herbert Scheer
22. Changez de bocal par Paul Béra
23. Capitaine Pluton par Jean-Pierre Garen
24. Le Mystère Varga par Piet Legay
25. La Sainte Espagne programmée par Michel Jeury
26. Une morsure de feu par Maurice Limat
27. Complots arkonides par Clark Darlton et Karl-Herbert Scheer
28. Coefficient de sécurité : trois par Karl-Herbert Scheer
29. L'Expérience du grand cataclysme par Philippe Randa
30. Les Volcans de Mars par Jean-Louis Le May
31. Échec aux Ro'has par Piet Legay
32. Un drahl va naître par Gabriel Jan
33. Un monde impossible par Gilles Morris
34. Cités des Astéroïdes par Pierre Barbet
35. S.O.S. Sibérie par Karl-Herbert Scheer
36. Les Dieux maudits d'Alphéa par Dan Dastier
37. Vatican 2000 par Christopher Stork
38. Le Réveil des dieux par Philippe Randa
39. Notre chair disparue par Gilles Morris
40. Les Chasseurs des Glaces par G.-J. Arnaud
41. La Traque d'été par Adam Saint-Moore
42. Jaïral par Max-André Rayjean
43. Le Palais du roi Phédon par Philippe Randa
44. La Révolte des grands cerveaux par Karl-Herbert Scheer
45. Pas de passeport pour Anésia par Jan de Fast
46. La Nuit solaire par Maurice Limat
47. Les Non-humains par Jacques Hoven
48. Opération Dernière Chance par Clark Darlton et Karl-Herbert Scheer
49. La Révolte des boudragues par Jean-Louis Le May
50. ...ou que la mort triomphe ! par Gilles Morris
51. Angel felina par Joël Houssin
52. Mais l'espace... mais le temps... par Daniel Walther
53. Avant-poste par Jean Mazarin
54. Les Hommes-processeurs par Michel Jeury
55. Le Bon Larron par Christopher Stork
56. Titcht par Christian Mantey
57. Les Petites femmes vertes par Christopher Stork
58. Planète-Suicide par Gilles Morris
59. L'Enfant de Xéna par Dan Dastier
60. Le Troubadour de minuit par Maurice Limat
61. Le Monde noir par Max-André Rayjean
62. Les Psychos de Logir par Pierre Barbet
63. Rencontres extragalactiques par Clark Darlton et Karl-Herbert Scheer
64. Mission sur terre par Philippe Randa
65. Sheena par Gabriel Jan
66. En une éternité ... par Jean Mazarin
67. L'Enfant des glaces par G.-J. Arnaud
68. Un autre monde par André Caroff
69. Le Pronostiqueur par Joël Houssin
70. Lacunes dans l'espace par Jean-Louis Le May
71. La Femme invisible par Christopher Stork
72. Une secte comme beaucoup d'autres par Gilles Morris
73. Le Règne d'Astakla par Dan Dastier
74. Il fera si bon mourir ... par Jan de Fast
75. Au nom de l'espèce par Piet Legay
76. Sloma de l'Abianta par Daniel Piret
77. N'aboyez pas trop fort, Mr. Brenton par F. Richard-Bessière

### 1982
1. L'Enjeu lunaire par Karl-Herbert Scheer
2. Les Otages des Glaces par G.-J. Arnaud
3. Captif du temps par André Caroff
4. Les Renégats d'Ixa par Maurice Limat
5. Les Envoyés de Mega par Daniel Piret
6. Message de Bâl 188 par Frank Dartal
7. Fallait-il tuer Dieu ? par Gilles Morris
8. Le Gnome halluciné par G.-J. Arnaud
9. Nadar par Gabriel Jan
10. Baroud sur Bolkar par Philippe Randa
11. Sept soleils dans la Licorne par Jean-Louis Le May
12. Le Champion des mondes par Joël Houssin
13. Le Cocon-Psi par Karl-Herbert Scheer
14. La Mort de Mecanica par Clark Darlton et Karl-Herbert Scheer
15. Examen de passage par Gilles Morris
16. L'An II de la mafia par Christopher Stork
17. Cités interstellaires par Pierre Barbet
18. Le Livre de Swa par Daniel Walther
19. La Planète du jugement par Michel Jeury
20. Le Secret d'Irgoun par Dan Dastier
21. Shea par Budy Matieson
22. Les Survivants de l'Au-delà par F. Richard-Bessière
23. Cosmodrame par Gilles Morris
24. Hypothèse "gamma" par Piet Legay
25. La Compagnie de la Banquise par G.-J. Arnaud
26. Prométhée par Daniel Piret
27. Tu vivras, Céréluna par Gabriel Jan
28. Haute-Ville par Jean Mazarin
29. Coup dur sur Deneb par Maurice Limat
30. Blue par Joël Houssin
31. L'Ère des Bionites par Dan Dastier
32. La Planète Noire de Lothar par Philippe Randa
33. Métal en fusion par André Caroff
34. L'Oiseau de Mars par Karl-Herbert Scheer
35. Le Captif du futur par Clark Darlton et Karl-Herbert Scheer
36. Un monde si noir par Piet Legay
37. La Vie, la mort confondues... par Gilles Morris
38. Survivants de l'apocalypse par Pierre Barbet
39. Le Voyage de Baktur par Gabriel Jan
40. Tout le pouvoir aux étoiles par Christopher Stork
41. Les Conjurés de Shargol par Philippe Randa
42. La Bataille de Panotol par Clark Darlton et Karl-Herbert Scheer
43. Le Réseau de Patagonie par G.-J. Arnaud
44. Le Destin de Swa par Daniel Walther
45. L'Hérésiarque par Adam Saint-Moore
46. Masques de Clown par Joël Houssin
47. Terreur psy par André Caroff
48. Ald'haï par Jean-Louis Le May
49. Les Glaces du temps par Frank Dartal
50. Les Esclaves de Xicor par Maurice Limat
51. Un pour tous... tous pourris ! par Gilles Morris
52. L'Horrible découverte du Dr Coffin par Robert Clauzel
53. Le Dernier des Zwors par Jean-Pierre Garen
54. Elle s'appelait Loan par Piet Legay
55. L'Empereur d'Éridan par Pierre Barbet
56. Arbitrage martien par Karl-Herbert Scheer
57. Nausicaa par Jean Mazarin
58. La Machine maîtresse par Christopher Stork
59. Folle meffa par Philippe Randa
60. Une odeur de sainteté par Gilles Morris
61. Le Piège des sables par André Caroff
62. Livradoch le Fou par Jean-Louis Le May
63. L'Ordre des vigiles par Max-André Rayjean
64. Les Astres noirs par Clark Darlton et Karl-Herbert Scheer
65. Une peau si... bleue ! par Piet Legay
66. Les Voiliers du rail par G.-J. Arnaud
67. Goer-le-renard par Michel Jeury
68. Le Répertoire des époques de cette galaxie et de quelques autres par Louis Thirion
69. Les Mangeurs de murailles par Serge Brussolo
70. Le Mécaniquosmos par Maurice Limat
71. Lilith par Joël Houssin
72. Dis, qu'as-tu fait, toi que voilà ... par Christopher Stork
73. Les Écologistes de combat par Philippe Randa
74. ... Et le Paradis en plus ! par Gilles Morris
75. Les Héritiers d'Antinéa par Dan Dastier
76. A l'image du dragon par Serge Brussolo
77. Les Cages de Beltem par Gilles Thomas
78. La Bataille des dieux par J. Stuntman

### 1983
1. L'Effet Halstead par Christian Mantey
2. Planeta non grata par Michel Honaker
3. Brigade de mort par Gabriel Jan
4. Perpetuum... par Piet Legay
5. Et un temps pour mourir par Frank Dartal
6. Les Fous du soleil par G.-J. Arnaud
7. Les Charognards de S'nien par Pierre Barbet
8. Génération Clash par Gilles Morris
9. La 666e planète par Daniel Piret
10. La Légende de Swa par Daniel Walther
11. L'Oiseau dans le ciment par André Caroff
12. Expérimentation Alpha par Louis Thirion
13. Les Jardins de Xantha par Gabriel Jan
14. Les Tours divines par Michel Jeury
15. Network-Cancer par G.-J. Arnaud
16. La Frontière indécise par Gilles Morris
17. L'Ombre du tueur par Paul Béra
18. Les Presque dieux par Maurice Limat
19. Génie génétique par Jean-Pierre Garen
20. Anticorps 107 par Piet Legay
21. Médiation protoplasmique par Clark Darlton et Karl-Herbert Scheer
22. Avant les déluges par F. Richard-Bessière
23. Le Chasseur par Joël Houssin
24. La Grande prêtresse de Yashtar par Gabriel Jan
25. La Quatrième personne du pluriel par Christopher Stork
26. Les Prophètes de l'apocalypse par Jean Mazarin
27. Wildlife connection par Christian Mantey
28. Opération surprise par Clark Darlton et Karl-Herbert Scheer
29. Trop pour un seul homme par Gilles Morris
30. L'Article de la mort par Christopher Stork
31. Ce cœur dans la glace... par Piet Legay
32. Station-Fantôme par G.-J. Arnaud
33. Le Puzzle de chair par Serge Brussolo
34. Dérive sur Kimelunga par Jean-Louis Le May
35. Embuscade sur Ornella par Daniel Walther
36. Après les déluges par F. Richard-Bessière
37. La Dernière syllabe du temps par Christopher Stork
38. Intervention Flash par Gilles Morris
39. Comme un vol de chimères par Maurice Limat
40. Aléas à travers le temps par Philippe Randa
41. Les Fils de Prométhée par Daniel Piret
42. Prisonnier du plasma par Clark Darlton et Karl-Herbert Scheer
43. City par Joël Houssin
44. Les Cendres de la nuit par Robert Clauzel
45. Élimination par André Caroff
46. Mon pote, le Martien... par Philippe Randa
47. Quand le temps soufflera par Michel Jeury
48. Shan-Aya par Dan Dastier
49. Dimension quatre ! (La loi du temps) par Piet Legay
50. Un peu... beaucoup... à la folie par Christopher Stork
51. Un peu de vin d'antan par Jean-Louis Le May
52. Les Semeurs d'abîmes par Serge Brussolo
53. Ordinator-Labyrinthus par André Caroff
54. Évolution Crash par Gilles Morris
55. Le Grand oiseau des galaxies par Maurice Limat
56. Un bonheur qui dérape par Jean Mazarin
57. Les Hommes-Jonas par G.-J. Arnaud
58. Simulations par André Caroff
59. Territoire de fièvre par Serge Brussolo
60. Game Over par Joël Houssin
61. Alpha-Park par Max-André Rayjean
62. Rome doit être détruite par Pierre Barbet
63. Le Monde-aux-Cent-Soleils par Clark Darlton et Karl-Herbert Scheer
64. Le XXIe siècle n'aura pas lieu par Christopher Stork
65. Les Lutteurs immobiles par Serge Brussolo
66. Secteur Diable par Gilles Morris
67. La Cité de l'éternelle nuit par Robert Clauzel
68. Vers l'âge d'or par Michel Jeury
69. À la découverte du Graal par F. Richard-Bessière
70. Apollo XXV par Daniel Walther
71. Mais n'anticipons pas... par Christopher Stork
72. La Démone de Karastan par Philippe Randa
73. Voyeur par Joël Houssin
74. L'Œil Écarlate par Maurice Limat
75. Terminus Amertume par G.-J. Arnaud
76. Un jeu parmi tant d'autres par Gabriel Jan
77. Kamikazement vôtres par Gilles Morris

### 1984
1. L'Histoire détournée par Jean Mazarin
2. Les Brûleurs de banquise par G.-J. Arnaud
3. Reflets d'entre-temps par Jean-Louis Le May
4. Les Fils du serpent par Jimmy Guieu
5. Pièces détachées par Christopher Stork
6. Les Bêtes enracinées par Serge Brussolo
7. Le Planétoïde hanté par Clark Darlton et Karl-Herbert Scheer
8. Génération Satan par Piet Legay
9. La Parole par Daniel Piret
10. Les Vikings de Sirius par Maurice Limat
11. No man's land par Christian Mantey
12. Cal de Ter par Paul-Jean Hérault
13. Les Métamorphes par Gilles Morris
14. Ticket aller-retour pour l'hyperspace par Louis Thirion
15. Les Colons d'Eridan par Pierre Barbet
16. On ne meurt pas sous le ciel rouge par Gabriel Jan
17. Le Gouffre aux garous par G.-J. Arnaud
18. Survivre ensemble par Gilles Morris
19. L'Emprise du cristal par Jean-Pierre Garen
20. Les Goulags mous par Jacques Mondoloni
21. Ce qui mordait le ciel… par Serge Brussolo
22. L'Homme de lumière par Maurice Limat
23. Virus Amok par Christopher Stork
24. Les Maîtres de l'horreur par F. Richard-Bessière
25. Demain matin, au chant du tueur ! par Michel Pagel
26. L'Autre race... par Piet Legay
27. L'Âge de Lumière par Max-André Rayjean
28. Le Combat des Cent-Soleils par Clark Darlton et Karl-Herbert Scheer
29. Carthage sera détruite par Pierre Barbet
30. Le passé dépassé par Christopher Stork
31. Les Ombres de la Mégapole par Adam Saint-Moore
32. Un avenir sur commande par Gilles Morris
33. Les Survivants de la mer Morte par Robert Clauzel
34. Le Dirigeable sacrilège par G.-J. Arnaud
35. Soupçons sur Hydra par Jean-Pierre Andrevon
36. La Taverne de l'espoir par Michel Pagel
37. Psy-connection par Piet Legay
38. Les Démoniaques de Kallioh par Hugues Douriaux
39. Les Bannières de Persh par Jean-Pierre Fontana et Alain Paris
40. Deux pas dans le soleil par André Caroff
41. Patrouilles par Jean Mazarin
42. L'Esprit de Vénus par Karl-Herbert Scheer
43. Pieuvres par Christopher Stork
44. Vieillesse délinquante par Gilles Morris
45. L'Élixir pourpre par Maurice Limat
46. Crache-Béton par Serge Brussolo
47. L'Anaphase du Diable par Michel Jeury
48. La Pugnace révolution de Phagor par Daniel Walther
49. Le Calumet de l'oncle Chok par Jean-Louis Le May
50. L'Envers vaut l'endroit par Christopher Stork
51. Le Viêt-nam au futur simple par Michel Pagel
52. Liensun par G.-J. Arnaud
53. L'Autre côté du vide par Gilles Morris
54. Dernier étage avant la frontière par Jean-Pierre Fontana et Alain Paris
55. Nord par Thierry Lassalle
56. Menaces sur les mutants par Clark Darlton et Karl-Herbert Scheer
57. Illa et son étoile par Jean-Louis Le May
58. Ordinator-Macchabées par André Caroff
59. Le Celte Noir par Michaël Clifden
60. Le Flambeau de l'Univers par Max-André Rayjean
61. Les Fœtus d'acier par Serge Brussolo
62. Le Dernier pilote par Paul-Jean Hérault
63. Incarnation illégale par Karl-Herbert Scheer
64. Les Éboueurs de la vie éternelle par G.-J. Arnaud
65. La Guerre de la lumière par Gabriel Jan
66. Les Décervelés par Piet Legay
67. La Nuit des insectes par Th. Cryde
68. Offensive minérale par Gilles Morris
69. L'Ordre des ordres par Jean-Pierre Garen
70. Lorsque R'Saanz parut par Louis Thirion
71. Terre des femmes par Christopher Stork
72. Sarkô des grandes zunes par Jean-Pierre Fontana et Alain Paris
73. Ordinator-Phantastikos par André Caroff
74. Carthage en Amérique par Jacques Mondoloni
75. À moins d'un miracle... par Gilles Morris
76. Les Idoles du lynx par Maurice Limat
77. Les Pierres de la Mort par F. Richard-Bessière

### 1985
1. Eldorado stellaire par Pierre Barbet
2. Galactic paranoïa par Louis Thirion
3. L'Hydre acéphale par Maurice Limat
4. La Troisième puissance par Gabriel Jan
5. Les Trains-cimetières par G.-J. Arnaud
6. Galax-western par Hugues Douriaux
7. Le Mirage de la montagne chantante par Clark Darlton et Karl-Herbert Scheer
8. Camarade Yankee ! par Philippe Randa
9. Paradis zéro par Pierre Pelot
10. Osmose par Th. Cryde
11. Ehecatl, seigneur le vent par Jean-Louis Le May
12. L'Âge à rebours par Jean Mazarin
13. Le Syndrome Karelmann par Jean-Pierre Fontana et Alain Paris
14. Rhino par Dominique Douay
15. Ordinator-Érotikos par André Caroff
16. Le Premier hybride par Jean-Pierre Andrevon
17. Les Psychomutants par Gilles Morris
18. Les Fils de Lien Rag par G.-J. Arnaud
19. Le Dernier paradis par Michel Jeury
20. Ambulance cannibale non identifiée par Serge Brussolo
21. Le Rêve du papillon chinois par Christopher Stork
22. Les Clans de l'étang vert par Adam Saint-Moore
23. Le Bruit des autres par Pierre Pelot
24. Silence... on meurt ! par F. Richard-Bessière
25. Cités biotiques par Pierre Barbet
26. Les Contrebandiers du futur par Philippe Randa
27. Viol génétique par Piet Legay
28. Rouge est la chute du soleil par Maurice Limat
29. Made in Mars par Christopher Stork
30. Les Survivants du paradis par Michel Jeury
31. Le Semeur d'ombres par Michel Honaker
32. Ordinator-Criminalis par André Caroff
33. Androïdes en série par Karl-Herbert Scheer
34. Le Miroir du passé par Gilbert Picard
35. La Pire espèce par Gilles Morris
36. Le Rire du lance-flammes par Serge Brussolo
37. Les Lunatiques par Christopher Stork
38. Téléclones par Pierre Barbet
39. Le Veilleur à la lisière du monde par Daniel Walther
40. Poupée tueuse par Jean Mazarin
41. La Cité du vent damné par Maurice Limat
42. Voyageuse Yeuse par G.-J. Arnaud
43. Billevesées et calembredaines par Christopher Stork
44. À quoi bon ressusciter ? par Gilbert Picard
45. Le Château des Vents infernaux par Hugues Douriaux
46. Les Hommes-vecteurs par Michaël Clifden
47. L'Inconnue de Ryg par Jean-Pierre Garen
48. La Marée d'or par Michel Jeury
49. La Valeur de la vie par Clark Darlton et Karl-Herbert Scheer
50. Ordinator-Ocularis par André Caroff
51. Ceux de la Montagne-de-Fer par Maurice Limat
52. Le Temple du dieu Mazon par Jean-Pierre Fontana et Alain Paris
53. Rempart des naufrageurs par Serge Brussolo
54. Les Acteurs programmés par Max-André Rayjean
55. Putsch galactique par Pierre Barbet
56. Lumière d'abîme par Michel Honaker
57. L'Ange du désert par Michel Pagel
58. Ordinator-craignos par André Caroff
59. L'Ampoule de cendres par G.-J. Arnaud
60. Roulette russe par Daridjana
61. Sur qui veillent les Achachilas par Jean-Louis Le May
62. La Marque des Antarcidès par Alain Paris
63. Pour une dent, toute la gueule par Gilles Morris
64. Le Volcan des sirènes par Gilbert Picard
65. Cadavres à tout faire par F. Richard-Bessière
66. Babel bluff par Christopher Stork
67. Les Visiteurs du passé par Karl-Herbert Scheer
68. Abattoir-Opéra par Serge Brussolo
69. La Semaine carnivore par Th. Cryde
70. Feu sur tout ce qui bouge ! par Gilles Morris
71. L'Enfant de l'espace par Christopher Stork
72. Ordinator-Rapidos par André Caroff
73. Le Clan du brouillard par Jean-Pierre Fontana et Alain Paris
74. Solstice de fer par Francis Berthelot
75. Wân, l'iconoclaste par Maurice Limat
76. La Mémoire totale par Claude Ecken
77. Retour en avant par Gilles Morris

### 1986
1. Naufrage sur une chaise électrique par Serge Brussolo
2. Quand souvenirs revenir, nous souffrir et mourir par Jean-Michel Dagory
3. Les Passagers du mirage par Pierre Pelot
4. La Piste du sud par Thierry Lassalle
5. P.L.U.M. 66-50 par Hugues Douriaux
6. Sahra par Jean-Louis Le May
7. Le Fléau de la galaxie par Clark Darlton et Karl-Herbert Scheer
8. Sun company par G.-J. Arnaud
9. Demi-portion par Christopher Stork
10. Rowena par Michel Pagel
11. Soldat-chien par Alain Paris
12. La Guerre des loisirs par Max-André Rayjean
13. Le Diable soit avec nous ! par Philippe Randa
14. Le Bricolo par Paul-Jean Hérault
15. Équinoxe de cendre par Francis Berthelot
16. La Fleur pourpre par Jean-Pierre Garen
17. Glaciation nucléaire par Pierre Barbet
18. Le Chant du Vorkul par Michel Honaker
19. Que l'éternité soit avec vous ! par Louis Thirion
20. L'Heure perdue par Guy Charmasson
21. Nitrabyl la ténébreuse par Karl-Herbert Scheer
22. Un pied sur Terre par Gilles Morris
23. Enfer vertical en approche rapide par Serge Brussolo
24. Poupée cassée par Jean Mazarin
25. Ils étaient une fois... par Christopher Stork
26. Les Sibériens par G.-J. Arnaud
27. Le Feu du Vahad'Har par Gabriel Jan
28. La Jaune par Jean-Pierre Fontana
29. Les Horreurs de la paix par Gilles Morris
30. Transfert par Gérard Delteil
31. O Tuha'd et les chasseurs par Jean-Louis Le May
32. Le Temps des rats par Louis Thirion
33. Ashermayam par Alain Paris
34. La Ville d'acier par Michel Pagel
35. La Saga d'Arne Marsson par Pierre Bameul
36. Psys contre psys par Christopher Stork
37. Le Clochard ferroviaire par G.-J. Arnaud
38. La Barrière du crâne par Gilles Morris
39. Métamorphosa par Philippe Randa
40. Fou dans la tête de Nazi Jones... par Pierre Pelot
41. La Colère des ténèbres par Serge Brussolo
42. Khéoba-la-maudite par Maurice Limat
43. Les Vautours par Joël Houssin
44. Citéléem par Max-André Rayjean
45. Les Androïdes du désert par Hugues Douriaux
46. Les Conquérants immobiles par Pierre Pelot
47. Opération Bacchus par Jean-Pierre Garen
48. Les Combattants des abysses par Gilbert Picard
49. Eridan VII par Frank Dartal
50. Le Miroir de Molkex par Clark Darlton et Karl-Herbert Scheer
51. Le Sphinx des nuages par Maurice Limat
52. Danger, parking miné ! par Serge Brussolo
53. De purs esprits... par Christopher Stork
54. Les Wagons-mémoires par G.-J. Arnaud
55. Objectif : surhomme par Gilles Morris
56. Tragédie musicale par Hugues Douriaux
57. "Reich" par Alain Paris
58. En direct d'ailleurs par Gilles Morris
59. Mémoires d'un épouvantail blessé au combat par Pierre Pelot
60. La Croisade des assassins par Pierre Barbet
61. Les Hommes-lézards par Jean-Pierre Fontana et Alain Paris
62. Don Quichotte II par Christopher Stork
63. Le Rêve et l'assassin par Sylviane Corgiat et Bruno Lecigne
64. Rébellion sur Euhja par Clark Darlton et Karl-Herbert Scheer
65. La Piste des écorchés par Gilles Morris
66. Le Choix des destins par Pierre Bameul
67. Mausolée pour une locomotive par G.-J. Arnaud
68. Catacombes par Serge Brussolo
69. Le Gladiateur de Vénusia par Jean-Pierre Garen
70. Le Fou par Michel Pagel
71. Cacophonie du nouveau monde par Gabriel Jan
72. Observation du virus en temps de paix par Pierre Pelot
73. Le Rêve du Vorkul par Michel Honaker
74. Et la pluie tomba sur Mars par Maurice Limat
75. L'Agonie des hommes par Gilles Morris
76. Le Raid infernal par Paul-Jean Hérault
77. L'Endroit bleu par Th. Cryde
78. Contretemps par Christopher Stork
79. L'Ombre des Antarcidès par Alain Paris
80. Dans le ventre d'une légende par G.-J. Arnaud
81. La Métamorphose du Molkex par Clark Darlton et Karl-Herbert Scheer
82. Temps changeants par Pierre Barbet
83. Le Programme troisième guerre mondiale par Sylviane Corgiat et Bruno Lecigne
84. Le Viol du dieu Ptah par Phil Laramie
85. Ultime solution... par Piet Legay

### 1987
1. Accident temporel par Louis Thirion
2. Le Monde d'après par Hugues Douriaux
3. Le Dragon de Wilk par Jean-Pierre Garen
4. Par le sabre des Zinjas par Roger Facon
5. Les Cavaliers dorés par Michel Pagel
6. U.S. go home... go, go ! par Philippe Randa
7. La Cité des Hommes-de-Fer par Jean-Pierre Fontana et Alain Paris
8. Les Échafaudages d'épouvante par G.-J. Arnaud
9. Docteur squelette par Serge Brussolo
10. Défense spatiale par Pierre Barbet
11. Les Naufragés du 14-18 par Clark Darlton et Karl-Herbert Scheer
12. Mortel contact par Piet Legay
13. L'Univers en pièce par Claude Ecken
14. Le Lit à baldaquin par Christopher Stork
15. Building par Michel Honaker
16. Cocons par Philippe Guy
17. La Folle ruée des Akantor par Phil Laramie
18. Le Serpent de rubis par Maurice Limat
19. L'Araignée par Sylviane Corgiat et Bruno Lecigne
20. Appelez-moi Einstein ! par Gilles Morris
21. Les Idées solubles par Jacques Mondoloni
22. Les Êtres vagues par Gilles Morris
23. Les Errants par Hugues Douriaux
24. Les Guerrières de Lesban par Jean-Pierre Garen
25. Baroud pour le genre humain par Philippe Randa
26. EMO par Bruno Lecigne
27. Le Réveil de la forteresse par Karl-Herbert Scheer
28. Les Ambulances du rêve par Richard Canal
29. Opération "serrures carnivores" par Serge Brussolo
30. Le Labyrinthe d'Eysal par Clark Darlton et Karl-Herbert Scheer
31. Les Portes de l'enfer par Piet Legay
32. La Famille par Paul-Jean Hérault
33. Les Montagnes affamées par G.-J. Arnaud
34. Le Rideau de glace par Alain Billy
35. Je souffre pour vous... par Christopher Stork
36. L'Univers-ombre par Michel Jeury
37. Lointaine étoile par Maurice Limat
38. La Longue errance par Gilles Morris
39. Captifs de Corvus par Pierre Barbet
40. Les Guerriers par Hugues Douriaux
41. Le Sceau des Antarcidès par Alain Paris
42. Les Sirènes d'Almadia par Philippe Randa
43. La Nuit du venin par Serge Brussolo
44. La Prodigieuse agonie par G.-J. Arnaud
45. Alabama. Un. Neuf. Neuf. Six. par Pierre Pelot
46. La Légende étoilée par Richard Canal
47. Le Souffle de cristal par Sylviane Corgiat et Bruno Lecigne
48. Une si jolie petite planète par Christopher Stork
49. Un temps pour la guerre par Frank Dartal
50. Le Dernier témoin par Piet Legay
51. Le Sixième symbiote par Dan Dastier
52. Un reich de 1000 ans ! par Pierre Barbet
53. Le Chariot de Thalia par Jean-Pierre Garen
54. Sergent-pilote Gurvan par Paul-Jean Hérault
55. Soleil pourpre, soleil noir par Michel Pagel
56. Le Commencement de la fin par Gilles Morris
57. Sécession bis par Pierre Pelot
58. Les Squales de la cité engloutie par Phil Laramie
59. L'Hérésie magicienne par Jean-Louis Le May
60. La Croix de flamme par Maurice Limat
61. Le Trillionnaire par Christopher Stork
62. Destination Atlantide par Karl-Herbert Scheer
63. On m'appelait Lien Rag par G.-J. Arnaud
64. Les Animaux funèbres par Serge Brussolo
65. Les Olympiades truquées par Joëlle Wintrebert
66. Les Gladiateurs de Nephers par Hugues Douriaux
67. La Haine du Vorkul par Michel Honaker
68. Les Vitrines du ciel par Jacques Mondoloni
69. Le Fond de l'abîme par Gilles Morris
70. Le Piège de glace par Clark Darlton et Karl-Herbert Scheer
71. Cette vérité qui tue par Piet Legay
72. Offensive du virus sous le champ de bataille par Pierre Pelot
73. Train spécial pénitentiaire 34 par G.-J. Arnaud
74. Les Voix grises du monde gris par Richard Canal
75. La Septième griffe de Togor par Gérard Delteil
76. Gurvan : les premières victoires par Paul-Jean Hérault
77. Le Serpent d'angoisse par Roland C. Wagner
78. Objectif : Mars 2005 par Pierre Barbet
79. Le Dernier soleil par Max-André Rayjean
80. Les Enfants du soleil par Christopher Stork
81. La Planète des femmes par Roger Facon
82. Les Démons de la montagne par Jean-Pierre Garen
83. Le Bout du tunnel par Gilles Morris
84. Le Temple de chair par Jean-Claude Dunyach
85. Vermine par Hugues Douriaux
86. L'Ombre des gnomes par Serge Brussolo
87. Terre ! Terre ! par Gilles Morris
88. Les Hallucinés de la voie oblique par G.-J. Arnaud
89. Hors-jeu par Gérard Delteil
90. Les Élus de Tôh par Gabriel Jan
91. Atoxa-des-abysses par Maurice Limat

### 1988
1. Soldat-chien 2 par Alain Paris
2. Périls sur Mû par Philippe Randa
3. Traqueur par Samuel Dharma
4. Les Sauveteurs Sigans par Clark Darlton et Karl-Herbert Scheer
5. Alter ego par Christopher Stork
6. Tigre par Daniel Walther
7. Aqualud ! par Piet Legay
8. La Chasse par Hugues Douriaux
9. Le Maître de Juvénia par Jean-Pierre Garen
10. Le Temple d'Os par Jean-Claude Dunyach
11. Le Masque d'écailles par Sylviane Corgiat et Bruno Lecigne
12. L'Incroyable odyssée par Guy Charmasson
13. Officier - pilote Gurvan par Paul-Jean Hérault
14. L'Orchidée rouge de madame Shan par Alain Billy
15. Un ange s'est pendu par Roland C. Wagner
16. Le Voleur d'icebergs par Serge Brussolo
17. Le Clone triste par Milan
18. La Course contre la montre par Clark Darlton et Karl-Herbert Scheer
19. Le Rire du Klone par Milan
20. Le Loup par Hugues Douriaux
21. Option zéro par Pierre Barbet
22. Divine entreprise par Roger Facon
23. L'Épopée du Draco par Frank Dartal
24. Aux yeux la lune par Michel Jeury
25. Bébé-miroir par Joëlle Wintrebert
26. Survival par Piet Legay
27. Le Mal d'Ibrator par Philippe Randa
28. Le Tombeau du roi squelette par Serge Brussolo
29. Pour une poignée d'Helix Pomatias par Michel Pagel
30. Svastika par Alain Paris
31. La Vengeance de l'Androïde par Jean-Pierre Garen
32. L'Effondrement d'un empire par Clark Darlton et Karl-Herbert Scheer
33. Kriegspiel par Dominique Goult & Jean-Marc Ligny
34. Le Grand hurlement par Phil Laramie
35. La Vengeance par Guy Charmasson
36. Seigneur des runes par Alain Paris
37. Maaga-la-Scythe par Alain Billy
38. Nécromancies par Samuel Dharma
39. Projet Nouvelle-Vénus par Claude J. Legrand
40. La Mission par Guy Charmasson
41. Sur l'épaule du grand dragon par Alain Paris
42. L'Offensive de crétinisation par Clark Darlton et Karl-Herbert Scheer
43. Le Monde au-delà des brumes par Hugues Douriaux
44. Les Serviteurs de la force par Roger Facon et J.-M. Parent
45. Réalité 2 par Louis Thirion
46. Les Hérétiques du Vril par Alain Paris
47. Thorn le guerrier par Hugues Douriaux
48. Ronge par Yves Frémion
49. L'Enfer des homosimiens par Piet Legay
50. La Mémoire des pierres par Roland C. Wagner
51. Les Hommes marqués par Gilles Thomas
52. La Sylve sanguinaire par Clark Darlton et Karl-Herbert Scheer
53. La Quête du Graal par Jean-Pierre Garen
54. Les Mortels et les dieux par Hugues Douriaux
55. Prisons intérieures par Roland C. Wagner
56. Le Bagne des ténèbres par Laurent Genefort
57. Le Dieu de lumière par Jean-Pierre Andrevon
58. Le Diable à quatre par Michel Pagel
59. Le Dieu du delta par Bertrand Passegué
60. Les Futurs mystères de Paris par Roland C. Wagner
61. Le Crépuscule du compagnon par François Rahier
62. Dreamworld par Dominique Goult et Jean-Marc Ligny
63. Les Croisés de Mara par G.-J. Arnaud

### 1989
1. Panique à la banque du sperme par Gérard Néry
2. Le Dragon du roi squelette par Serge Brussolo
3. Dernière chance : humanité par Piet Legay
4. Le Chemin d'ombres par Samuel Dharma
5. Onze bonzes de bronze par Max Anthony
6. L'Autoroute sauvage par Gilles Thomas
7. Piège sur Korz par Jean-Pierre Garen
8. Les Semeurs de mirages par Jean-Marc Ligny
9. Le Dieu de la guerre par Alain Paris
10. Jhedin Ovoghemma par Yves Carl
11. Les Guerrières de Arastawar par Louis Thirion
12. Les Monarques de Bi par G.-J. Arnaud
13. Pâques sanglantes aux caraïbes par Gérard Néry
14. Syndrome apocalypse par Hugues Douriaux
15. Argyll par Bertrand Passegué
16. Le Paysage déchiré par Roland C. Wagner
17. Genesis II par Piet Legay
18. Le Temps cyclothymique par Jean-Pierre Andrevon
19. L'Art du rêve par Jean-Marc Ligny
20. Des enfants très doués par Jean-Pierre Garen
21. De silence et de feu par Claude Ecken
22. Le Souffle de lune par Alain Billy
23. Fantasmes en stock par Max Anthony
24. La Croix des décastés par Gilles Thomas
25. Sylvana par Michel Pagel
26. Mort à l'encre de chine par Gérard Néry
27. Shândoah ! par Piet Legay
28. Les Enfants du silence par Claude Ecken
29. Le Septième cycle par Bertrand Passegué
30. Brebis galeuses par Kurt Steiner
31. Enfer et purgatoire par Michel Honaker
32. À la recherche de Faërie par Jean-Marc Ligny
33. Un navire ancré dans le ciel par Roland C. Wagner
34. Dernière tempête par Philippe Guy
35. Yriel par Robert Alexandre
36. La Septième saison par Pierre Pelot
37. Les Pierres de sang par Jean-Pierre Garen
38. Égrégore par Piet Legay
39. Cette chose qui vivait sur Véra par Louis Thirion
40. La Mort marchait dans les rues par Roland C. Wagner
41. Fleur par Patrick Lachèze
42. Lazaret 3 par G.-J. Arnaud
43. Dal Refa'I par Alain Paris
44. Labyrinthe de la nuit par Jean-Marc Ligny
45. La Forteresse éternelle par Bertrand Passegué
46. Top niveau par J.-C. Lamart
47. Tchernobagne par Gérard Delteil
48. La Mort en billes par Gilles Thomas
49. Joal ban Kluane par Alain Paris
50. Le Roi de fer par Jean-Pierre Garen
51. Terminus l'Enfer par Gérard Néry
52. L'Androïde livide de l'astéroïde morbide par Max Anthony
53. Le Rire du clone par Piet Legay
54. Le Rescapé de la Terre par Paul-Jean Hérault
55. Sassar par Alain Paris
56. Le Lévrier de Varik par Hugues Douriaux
57. Hypnos et Psyché par Jean-Marc Ligny
58. Le Grand hiver par Bertrand Passegué
59. La Planète Jaja par Daniel Walther
60. Les Bâtisseurs du monde par Paul-Jean Hérault
61. Bronx cérémonial par Michel Honaker
62. Les Noyés du fleuve Amour par Gérard Néry
63. Désirs cruels par Michel Pagel
64. O Gamesh, prince des ténèbres par Piet Legay
65. L'Autre Cécile par Claude Ecken
66. Les Ratés par Gilles Thomas
67. La Chute des dieux par Jean-Pierre Garen
68. La Soie rouge de Xanta par Hugues Douriaux

## Années 1990
| Sommaire : | - Haut - 1990 - 1991 - 1992 - 1993 - 1994 - 1995 - 1996 - 1997 |

### 1990
1. Traqueur d'illusions par Jean-Marc Ligny
2. Le Présent du fou par Pierre Pelot
3. Les Psychopompes de Klash par Red Deff
4. Ysée-A par Louis Thirion
5. The verb of life par Michel Honaker
6. Scorpions par Gérard Néry
7. Les Forains du bord du gouffre par Pierre Pelot
8. La Loi majeure par Don Hérial
9. Les Ailes tranchées par Félix Chapel
10. Zoomby par Vincent Gallaix
11. Visiteurs d'apocalypse par Jean-Pierre Andrevon
12. La Dame d'Alkoviak par Hugues Douriaux
13. Le Ciel sous la pierre par Pierre Pelot
14. Vous avez dit "humain" ! par Piet Legay
15. Dépression par François Sarkel
16. Les Voies d'Almagiel par Gilles Thomas
17. Safari mortel par Jean-Pierre Garen
18. Return of Emeth par Michel Honaker
19. Le Dirigeable certitude par Alain Paris
20. Les Faucheurs de temps par Pierre Pelot
21. Les Autos carnivores par Max Anthony
22. Apollo XXV par Daniel Walther
23. La Révolte des barons par Hugues Douriaux
24. Les Fils du miroir fumant par Alain Paris
25. Soleil de mort par Pierre Barbet
26. Emergency ! par Piet Legay
27. Le Temple de la mort turquoise par Félix Chapel
28. Les Derniers anges par Christopher Stork
29. King of ice par Michel Honaker
30. Le Peuple pâle par Alain Paris
31. Démons par Jean-Marc Ligny
32. Hydres par Don Hérial
33. Ylvain, rêve de vie par Ayerdhal
34. La Légende des Niveaux Fermés par Gilles Thomas
35. Chasse infernale par Jean-Pierre Garen
36. Arasoth par Hugues Douriaux
37. Succubes - Livre II : Sorciers par Jean-Marc Ligny
38. Le Sang de Fulgavy par Félix Chapel
39. Made, concerto pour salmen et bohême par Ayerdhal
40. Le Rêveur des terres agglutinées par Roland C. Wagner
41. Secret of Bashamay par Michel Honaker
42. Ross et Berkel par Paul-Jean Hérault
43. Comme une odeur de tombeau par Samuel Dharma
44. Le Profanateur par Piet Legay
45. La Naïa, hors limites par Ayerdhal
46. Les Enfants de Pisauride par Jean-Pierre Andrevon
47. Les Enfants de Vonia par Hugues Douriaux
48. Pédric et Bo par Paul-Jean Hérault
49. Rasalgethi par Jean-Marc Ligny
50. L'Homme-requin par Jean-Christophe Chaumette
51. Ely, l'esprit-miroir par Ayerdhal
52. L'Ange aux ailes de lumière par Gilles Thomas
53. Evil game par Michel Honaker
54. Apex (M57) par Jean-Marc Ligny
55. La Cité sous la terre par Jean-Christophe Chaumette
56. Les Éphémères des sables par Félix Chapel
57. L'Autoroute de l'aube par Roland C. Wagner
58. Le Fils du grand Konnar par Pierre Pelot
59. Le Gardien du cristal par Jean-Pierre Garen
60. Les Ballades du temps futur par Hugues Douriaux
61. Bérénice par Jean-Marc Ligny
62. Aoni par Jean-Christophe Chaumette
63. Le Cri du corps par Claude Ecken
64. L'Antre du serpent par Michel Pagel

### 1991
1. Troll par Michel Honaker
2. Sur la piste des Rollmops par Pierre Pelot
3. La Prophétie par Jean-Christophe Chaumette
4. Panique chez les poissons solubles par Max Anthony
5. Le Temps de l'effroi par Piet Legay
6. Requiem pour une idole de cristal par Louis Thirion
7. Le Refuge de l'agneau par Michel Pagel
8. Rollmops dream par Pierre Pelot
9. Promesse d'Ille par Ayerdhal
10. Les Épées de cristal par Jean-Christophe Chaumette
11. Le Monde d'en bas par Bertrand Passegué
12. Viper par Red Deff
13. Orbret par Hugues Douriaux
14. Zelmiane par Hugues Douriaux
15. Les Amants pourchassés par Hugues Douriaux
16. Apocalypse junction par Michel Honaker
17. Gilbert le barbant - le retour par Pierre Pelot
18. Le Guerrier sans visage par Jean-Christophe Chaumette
19. Honneur de chasse par Ayerdhal
20. Le Temps des lumières par Piet Legay
21. Les Maîtres des souterrains par Bertrand Passegué
22. Les Pirates de Sylwa par Jean-Pierre Garen
23. Le Voyageur solitaire par Jean-Marc Ligny
24. La Guerre en ce jardin par Richard Canal
25. Les Fêtes de Hrampa par Félix Chapel
26. Chroniques du désespoir par Roland C. Wagner
27. L'Île brûlée par Gilles Thomas
28. Dark spirit par Michel Honaker
29. Danger : mémoire par Paul-Jean Hérault
30. L'Homme du sid par Alain Paris
31. Ganja par Red Deff
32. Le Temps des révélations par Piet Legay
33. De bitume et de sang par Manuel Essard
34. L'Ombre des Rhuls par Jean-Pierre Garen
35. Un été à Zédong par Jean-Marc Ligny
36. L'Écume du passé par Alain Paris
37. Ultimes aventures en territoires fourbes par Pierre Pelot
38. Le Choix du Ksin par Ayerdhal
39. Le Cimetière des astronefs par Michel Pagel
40. Celui-qui-n'est-pas-nommé par Alain Paris
41. Le Fouilleur d'âmes par Michel Honaker
42. Ce qu'il y avait derrière l'horizon par Jean-Pierre Andrevon
43. Nivôse par Jean-Claude Dunyach
44. Aigue-Marine par Jean-Claude Dunyach
45. Astronef Mercure par Jean-Pierre Garen
46. Les Mondes furieux par Albert Higon
47. Chien bleu couronné par Raymond Milési
48. Espion de l'étrange par Karel Dekk
49. D'un lieu lointain nommé Soltrois par Gilles Thomas
50. Roche-Lalheue par Hugues Douriaux
51. Demain, une oasis par Ayerdhal
52. Albatroys par Jean-Marc Ligny
53. Cette crédille qui nous ronge par Roland C. Wagner
54. Une si jolie prison par Manuel Essard
55. Le Loupiot par Paul-Jean Hérault
56. L'Ère du spatiopithèque par Pierre Barbet
57. Orages en terre de France par Michel Pagel
58. Albatroys - 2 par Jean-Marc Ligny
59. L'Ouragan des enfants-dieux par François Rahier

### 1992
1. La Planète des Lykans par Jean-Pierre Garen
2. La Chimère infernale par Albert Higon
3. La Colonne d'émeraude par Jean-Pierre Fontana
4. La Jungle de pierre par Gilles Thomas
5. Voleurs de silence par Jean-Claude Dunyach
6. Malterre par Hugues Douriaux
7. L'Énigme du squalus par Piet Legay
8. Le Monde blanc par Laurent Genefort
9. Le Camp des inadaptés par Jean-Pierre Garen
10. L'Oreille absolue par Michel Honaker
11. Psychosphère par Gilles Morris
12. Le Gymnase de l'ogre par Marc Lemosquet
13. La Cité des Mille Plaisirs par Hugues Douriaux
14. Le Vaisseau-démon par Albert Higon
15. Le Désert des cendres par Jean-Pierre Fontana et Alain Paris
16. Le Monolithe noir par Bertrand Passegué
17. La Déesse de Cimbariah par Hugues Douriaux
18. Le Syndrome des baleines par Ayerdhal
19. Elaï par Laurent Genefort
20. Métacentre par Bertrand Passegué
21. Le Monstre de Palathor par Hugues Douriaux
22. Le Mystère Lyphine par Ayerdhal
23. Révélations interdites par Piet Legay
24. Horlemonde par Gilles Thomas
25. Le Gouffre du volcan céleste par Hugues Douriaux
26. Les Possédés du démon par Jean-Pierre Garen
27. Labyrinth-jungle par Oscar Valetti
28. Les Compagnons de la lune blême par Roger Facon
29. Rinocérox par Serge Brussolo
30. Recyclage par Jean-Pierre Garen
31. Les Peaux-épaisses par Laurent Genefort
32. Deltas par Alain Le Bussy
33. Cybione par Ayerdhal
34. La Porte des serpents par Gilles Thomas
35. La Mandragore par Piet Legay
36. Penta par Dominique Brotot
37. Hors normes par Paul-Jean Hérault
38. Saigneur de guerre par Manuel Essard
39. Plug-in par Marc Lemosquet
40. Les Gardiennes d'espérance par Pierre Debuys
41. Capitaine suicide par Serge Brussolo
42. Mission secrète par Jean-Pierre Garen
43. L'Ombre et le fléau par Oscar Valetti
44. Mascarad City par Lucas Gorka

### 1993
1. Aqua par Jean-Marc Ligny
2. Symphonie Pastorale par Hugues Douriaux
3. Le Huitième cristal du Dr. Mygale par Max Anthony
4. Awacs par Alain Paris
5. Les Fruits sataniques par Alain Billy
6. Magie sombre par Gilles Thomas
7. La Falaise par Th. Cryde
8. Le Temps et l'espace par Jean-Pierre Garen
9. Abîmes par Serge Brussolo
10. Les Guerriers de glace par Hugues Douriaux
11. Tremblemer par Alain Le Bussy
12. REZO par Laurent Genefort
13. Boulevard des miroirs fantômes par Max Anthony
14. Le Visage derrière la nuit par Maurice Périsset
15. Roll over, Amundsen ! par Jean-Claude Dunyach
16. Chair inconnue par Oscar Valetti
17. Rawâhlpurgis par Piet Legay
18. Achéron par Alain Paris
19. Les Moines noirs par Jean-Pierre Garen
20. La Forteresse pourpre par Manuel Essard
21. Crache-Béton par Serge Brussolo
22. Déraag par Alain Le Bussy
23. XYZ par Daniel Ichbiah et Yves Uzureau
24. Les Ratés par Gilles Thomas
25. Arago par Laurent Genefort
26. Les Sortilèges de Maïn par Hugues Douriaux
27. Les Mangeurs de viande par Jean-Pierre Garen
28. L'Autoroute sauvage par Gilles Thomas
29. De l'autre côté du mur des ténèbres par Serge Brussolo
30. Le Sang des mondes par Jean-Pierre Vernay
31. Cobaye par Marc Lemosquet
32. Les Yeux de la terre folle par Philippe Pastor
33. Neurovision par Dominique Brotot
34. Envercœur par Alain Le Bussy
35. Haute-Enclave par Laurent Genefort
36. Cyberkiller par Jean-Marc Ligny
37. La Flûte de verre froid par Gilles Thomas

### 1994
1. Polytan par Ayerdhal
2. Les Mines de Sarkal par Jean-Pierre Garen
3. Warrior par Hugues Douriaux
4. Les Sentinelles d'Almoha par Serge Brussolo
5. Garmalia par Alain Le Bussy
6. Les Voleurs d'organes par Dominique Brotot
7. Les Portes sans retour par Gilles Thomas
8. Pour des soleils froids par Jean-Louis Trudel
9. Le Peintre des orages par Alain Billy
10. Les Chasseurs de sève par Laurent Genefort
11. La Porte de flamme par Hugues Douriaux
12. Nickel le Petit par Christophe Kauffman
13. Les Adorateurs de Kaal par Jean-Pierre Garen
14. Quête impériale par Alain Le Bussy
15. Jalin Ka par Christophe Kauffman
16. Shaan ! par Piet Legay
17. L'Araignée de verre par Jean-Pierre Garen
18. Parasol 27 par Alain Billy
19. La Route des soleils par Wildy Petoud
20. La Troisième lune par Laurent Genefort
21. Le Ressuscité de l'Atlantide par Jean-Louis Trudel

### 1995
1. Yorg de l'île par Alain Le Bussy
2. Le Dernier des Aramandars par Hugues Douriaux
3. Rork des plaines par Alain Le Bussy
4. Une planète pour Copponi par Hugo van Gaert
5. Hou des machines par Alain Le Bussy
6. Le Labyrinthe de chair par Laurent Genefort
7. Profession : cadavre par Serge Brussolo
8. La Guerre des cercles par Jean-Claude Dunyach
9. Theophano 960 par Pierre Stolze
10. Soleil fou par Alain Le Bussy
11. De chair et de fer par Laurent Genefort
12. Le Prisonnier de l'entre-deux-mondes par Hugues Douriaux
13. Acherra par Gilles Thomas
14. Offren par Gilles Thomas
15. Promenade du bistouri par Serge Brussolo
16. Les Hommes du maître par Jean-Pierre Garen
17. Chatinika par Alain Le Bussy
18. Le Chineur de l'espace par Paul-Jean Hérault

### 1996
1. L'Homme qui n'existait plus par Laurent Genefort
2. Interférences par Hugues Douriaux
3. Justice galactique par Jean-Pierre Garen
4. Phalènes par Philippe Guy
5. Les Chemins de Pilduin par Claude Castan
6. Jana des couloirs par Alain Le Bussy
7. Lyane par Laurent Genefort
8. Jorvan de la mer par Alain Le Bussy
9. Djamol de Kîv par Alain Le Bussy
10. La Route de Stelian par Claude Castan
11. Les Allées de la gloire par Claude Castan
12. La Montagne rouge par Jean-Pierre Garen
13. Ceux qui ne voulaient pas mourir par Paul-Jean Hérault
14. Les Pistes d'Ahran par Claude Castan
15. La Balle du néant par Roland C. Wagner
16. Les Pierres de lumière par Hugues Douriaux
17. Alice qui dormait par Franck Morrisset
18. La Mâchoire du dragon par G. Elton Ranne
19. Le Dieu avide par Alain Le Bussy
20. La Compagnie des fous par Laurent Genefort
21. Les Voies du ciel par Laurent Genefort
22. Les Rails d'incertitude par G.-J. Arnaud
23. L'Ange et la mort par Franck Morrisset
24. Autant en emporte le divan par Patrice Duvic
25. Les Ravisseurs quantiques par Roland C. Wagner
26. Les Oiseaux de cuir par Gilles Thomas

### 1997
1. Wonderland par Serge Lehman
2. L'Odyssée de l'espèce par Roland C. Wagner